# Bern
Die Stadt Bern [bɛrn] ⓘ (französisch Berne [bɛʁn], italienisch Berna [ˈbɛrna], rätoromanisch Bernaⓘ, berndeutsch Bärn [b̥æːrn]) ist eine Einwohnergemeinde und Hauptort des gleichnamigen Kantons. Als «Bundesstadt» nimmt sie für die Schweiz die Funktion der Hauptstadt wahr. Als Sitz der städtischen und grosser Teile der kantonalen sowie eidgenössischen Verwaltung ist Bern das grösste Zentrum öffentlicher Verwaltung des Landes.
Die 1191 gegründete Zähringerstadt ist mit ihren charakteristischen Lauben teilweise in ihrer ursprünglichen Form erhalten. Seit 1218 Freie Reichsstadt, trat Bern 1353 der Eidgenossenschaft bei und entwickelte sich bis ins 16. Jahrhundert zum grössten Stadtstaat nördlich der Alpen. 1983 wurde die Berner Altstadt in die Liste des UNESCO-Welterbes aufgenommen.
Die Stadt verfügt über eine Gesamtbevölkerung von 136'988 Einwohnern (Stand 31. Dezember 2023). Nach Zürich, Genf, Basel und Lausanne sowie vor Winterthur gehört sie zu den einwohnerreichsten Gemeinden der Schweiz. In der Agglomeration Bern, zu der 70 Gemeinden gehören, beträgt die ständige Wohnbevölkerung 422'706 Personen (Stand: 2021).
Seit Jahren wird Bern mit Zürich und Genf als eine der Städte mit den weltweit höchsten Lebenshaltungskosten gelistet.
Die Stadt Bern ist Zentrum der Verwaltungsregion Bern-Mittelland und der Regionalkonferenz Bern-Mittelland mit ihrer Teilkonferenz Wirtschaftsraum Bern. Seit längerem bestehen ausserdem Bestrebungen, die Stadt und die Agglomeration als Hauptstadtregion Schweiz noch deutlicher zu positionieren. Mitglieder dort sind die Kantone Bern, Freiburg, Wallis, Neuenburg und Solothurn sowie Städte, Gemeinden und Regionalorganisationen.

## Geographie
Die Stadt Bern liegt auf 542 m ü. M. im Schweizer Mittelland beidseits der Aare zwischen dem Hausberg Gurten im Süden und dem Bantiger im Osten. Die Aare umfliesst die Berner Altstadt mit einer nach Osten ausgreifenden Schleife (Aareschlaufe). Sie ist im Bereich der Altstadt und nördlich davon mit einem schmalen Tal rund 30 bis 50 Meter tief in die Umgebung eingesenkt.

### Topographie

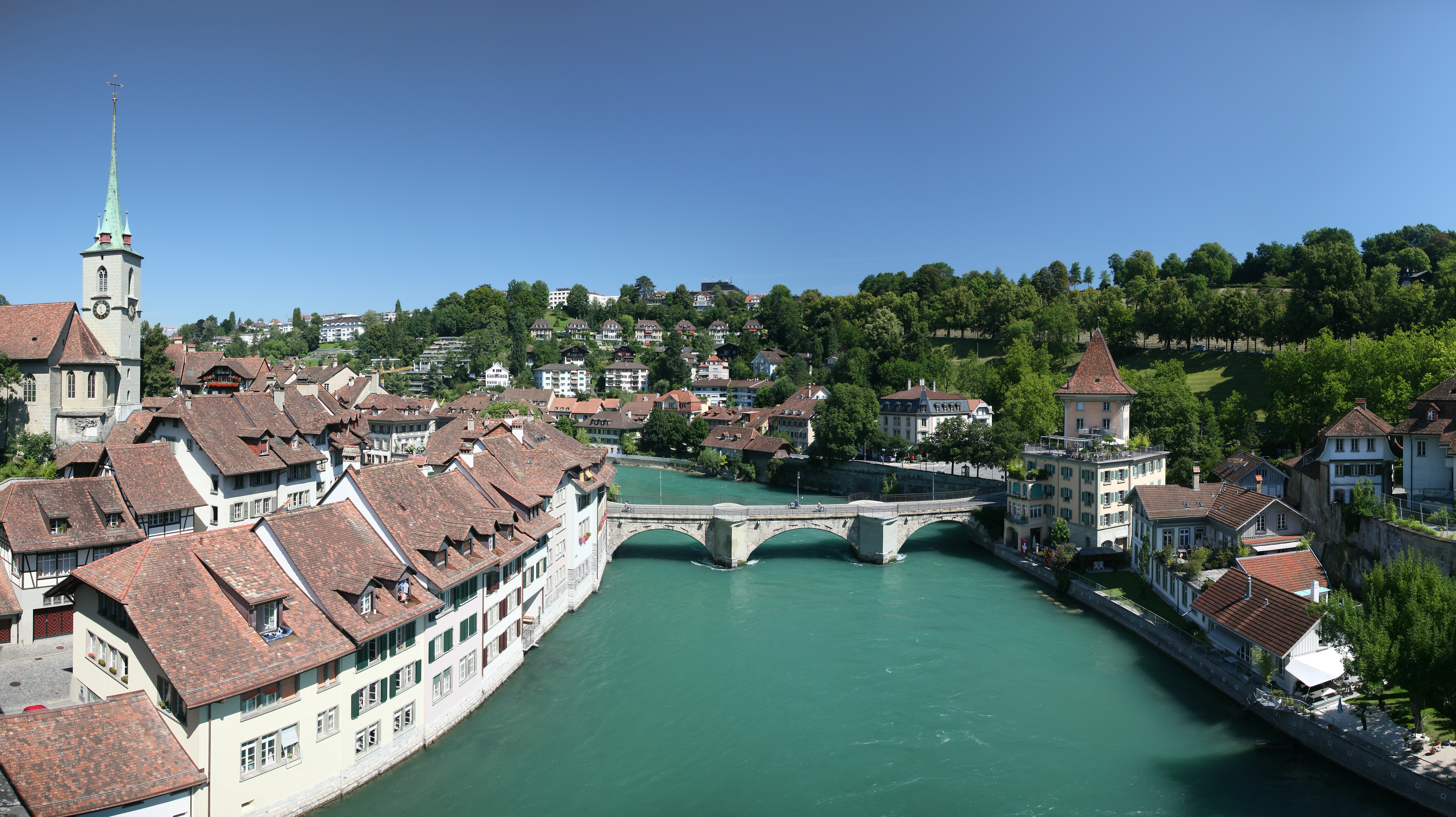
Untertorbrücke in Bern

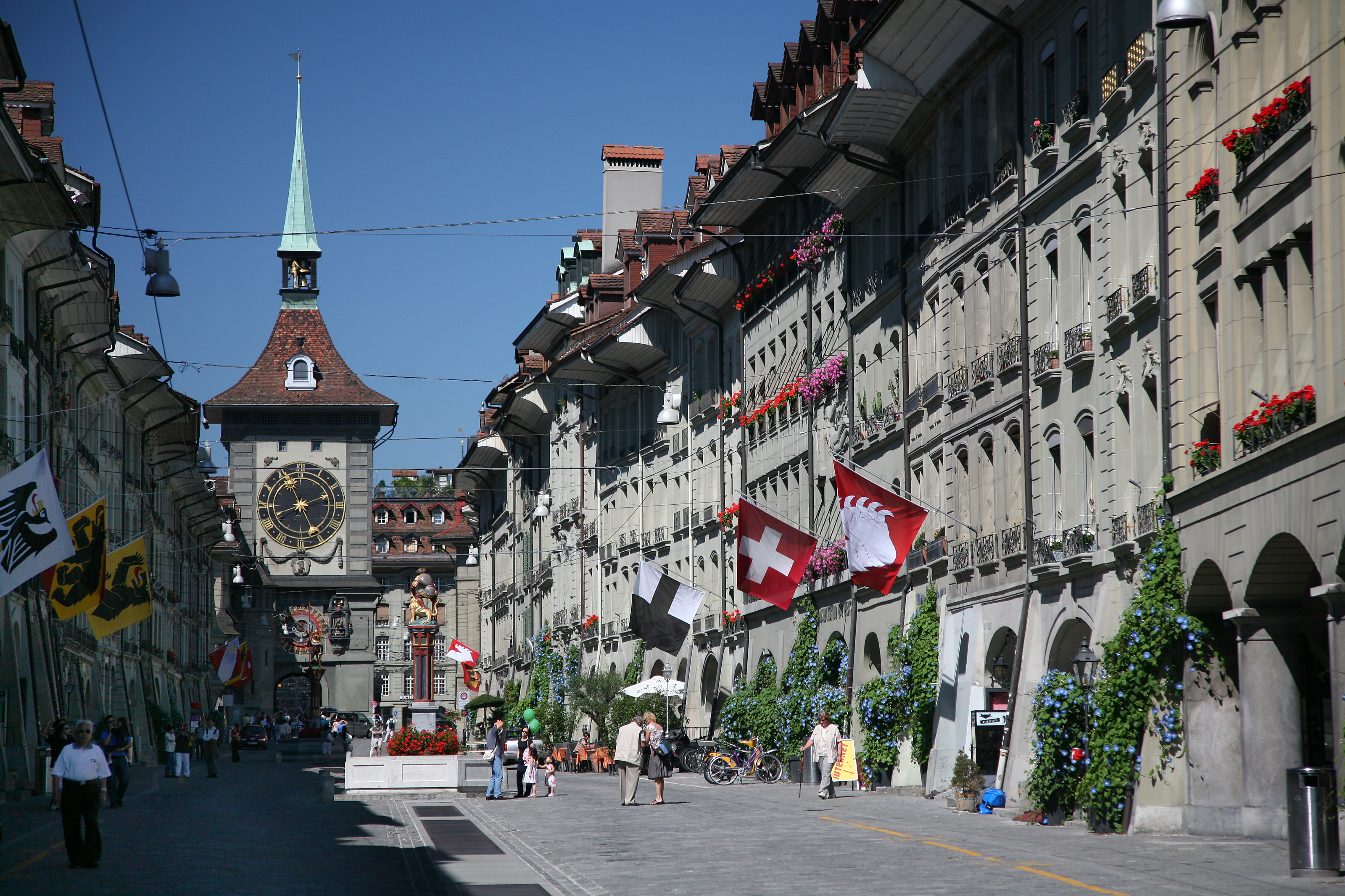
Kramgasse in Bern

Die Aareschlaufe

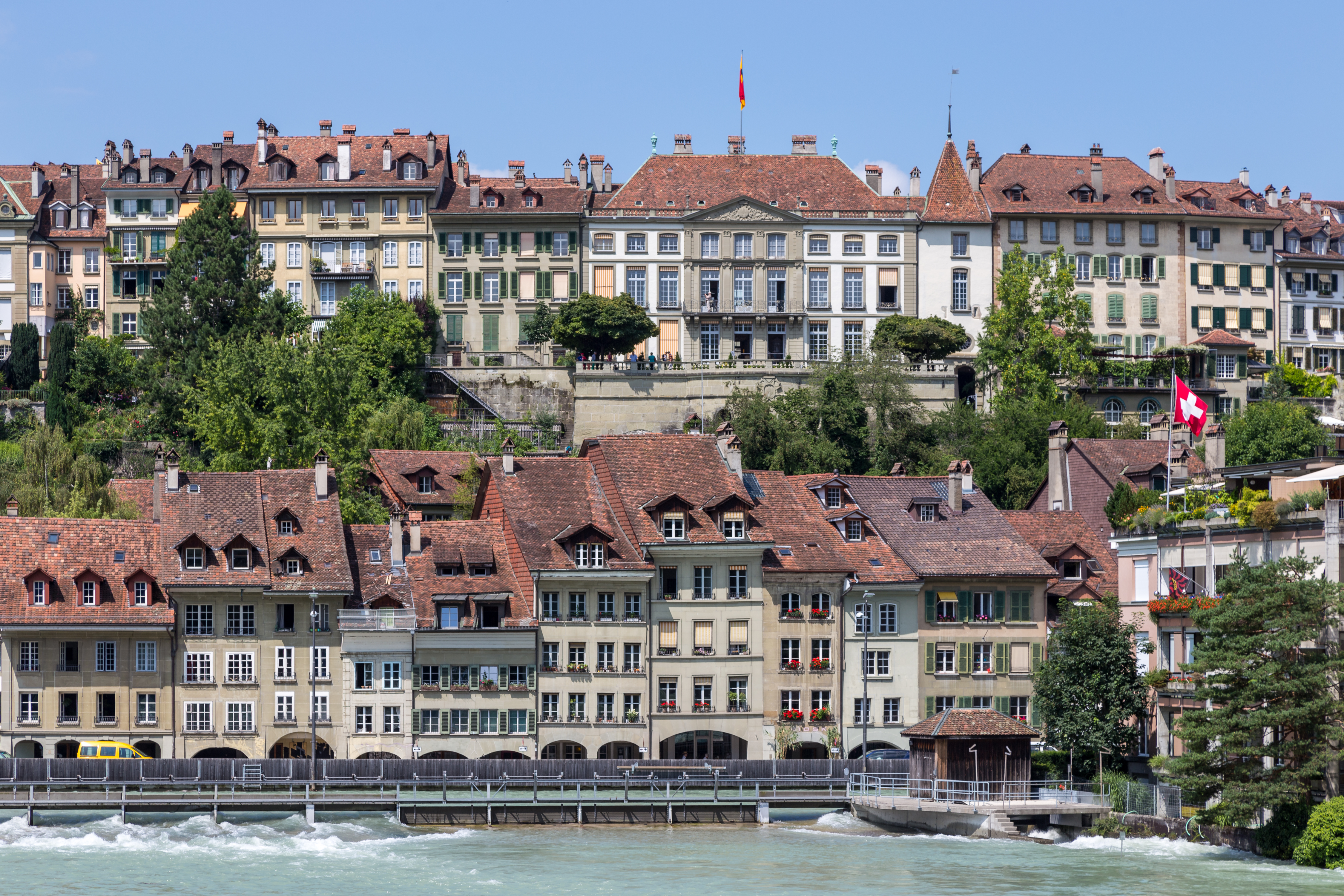
Aare (Matteschwelle), darüber die Altstadt mit dem Erlacherhof

Topographisch befindet sich das Gemeindegebiet im Schweizer Mittelland und bedeckt eine Fläche von 51,60 Quadratkilometern. Es dehnt sich in West-Ost-Richtung auf einer Länge von 15 Kilometern aus, während sich die durchschnittliche Breite in Nord-Süd-Richtung auf rund vier Kilometer beläuft. Die alte Sternwarte (heute abgerissen und durch das Institut für exakte Wissenschaften ersetzt) bildet das historische Zentrum der Landesvermessung der Schweiz und trägt die Schweizer Landeskoordinaten 600'000/200'000.
Landschaftsbildender Faktor ist die Aare, die von Südosten in das Gebiet fliesst. Das knapp ausserhalb des Gemeindebodens noch breite Aaretal verengt sich zusehends und bildet ab Beginn der Flussschleife um die Altstadt eine schmale Talkerbe. Der Talboden liegt hier auf rund 500 m ü. M. Nach nur kurzem, geradem Lauf in nördlicher Richtung unterhalb des Altstadtbogens folgt das Flussbogensystem um das Plateau von Tiefenau und Felsenau. Etwa ab der Mündung des Flüsschens Worble unterhalb der Tiefenau markiert die Aare die nördliche Gemeindegrenze. Sie fliesst, noch immer in das umgebende Plateau eingeschnitten, westwärts weiter. Ihr Lauf verbreitert sich durch den Aufstau des Wohlensees.
Östlich an die Aare schliesst ein Plateau an, das auf durchschnittlich 550 m ü. M. liegt. Es ist grossenteils besiedelt und verfügt über ausgedehnte Flächen sowohl gewerblicher als auch industrieller Nutzung, Sportanlagen (Stadion Wankdorf) sowie Verkehrsflächen. Einzelne Anhöhen wie der Schärmenwald (588 m ü. M.) und die Schosshalde (590 m ü. M.) sind mit Wald bedeckt. Ganz im Osten reicht das Stadtgebiet bis an den Fuss des Ostermundigenberges. Auch der westlich der Aare gelegene Teil des Plateaus von Bern erreicht eine Höhe von rund 550 m ü. M. Nordwestlich an das Siedlungsgebiet schliesst der etwa 5 Quadratkilometer grosse Bremgartenwald an. Er fällt im Norden mit einer Steilstufe zum Aaretal ab und wird durch mehrere kurze Erosionstälchen untergliedert. Zwischen dem Stadtteil Bümpliz und der Vorortsgemeinde Köniz befindet sich der Könizbergwald, ein bewaldeter Hügelrücken, mit 674 m ü. M. die höchste Erhebung des Gemeindeareals der Stadt.
Der lange westliche Zipfel des Gemeindegebietes ist ländlich geprägt. Das Gelände zeigt verschiedene Mulden, ehemals moorige Senken (zum Beispiel das Bottigenmoos) und Anhöhen, ist insgesamt aber nur schwach reliefiert. Es wird durch den Gäbelbach, dessen Tal im unteren Teil bis zu 80 Meter in die Umgebung eingetieft ist, zur Aare entwässert. Neben kleineren Siedlungen gibt es hier ausgedehnte Acker- und Wiesenflächen, die nach Süden zum grossen Waldgebiet des Forstes (bis 660 m ü. M.) überleiten.
Von der Gesamtfläche der Stadt Bern wurden bei der Erhebung im Jahr 2006 44,2 Prozent als Siedlungs-, Industrie-, Gewerbe- und Verkehrsfläche, 33,5 Prozent als Wald und Gehölze sowie 20,2 Prozent als Landwirtschaftsfläche ausgewiesen. Die restlichen 2,1 Prozent figurieren als unproduktive Fläche.

### Geologie

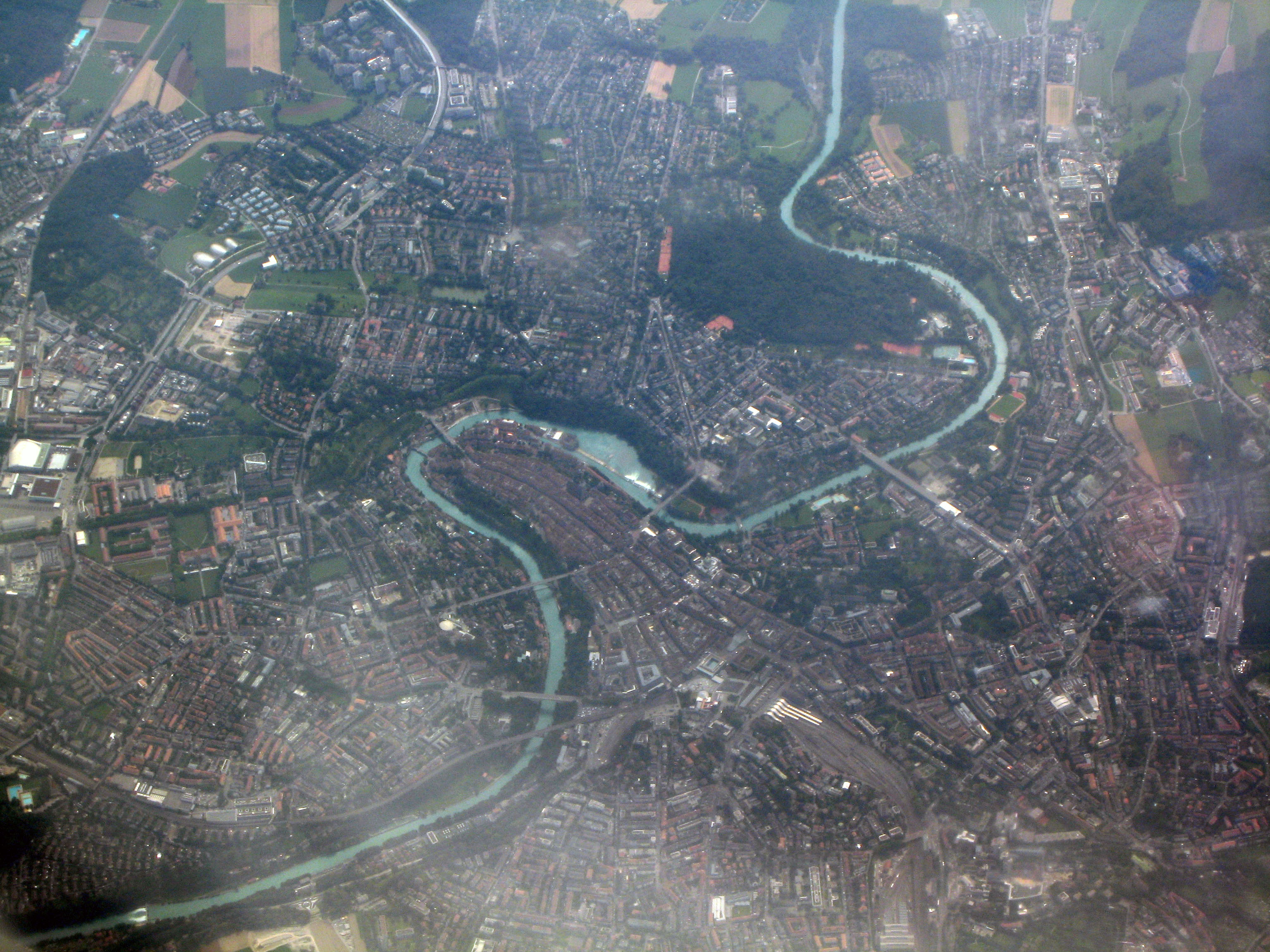
Luftaufnahme Bern, Blick Richtung Südosten, Juli 2009

Geologisch liegt Bern im Molassebecken des Schweizer Mittellandes. Das Becken wurde im Lauf des Tertiärs mit dem Abtragungsschutt der entstehenden Alpen aufgefüllt, wobei sich die Sedimente in verschiedene Schichten unterteilen lassen.
Der Untergrund im Raum Bern besteht aus Sedimenten der Unteren Süsswassermolasse, die im Aquitanium in der Zeit vor etwa 23 bis 20 Millionen Jahren abgelagert wurden. Die sogenannten Gümmenen-Schichten enthalten relativ weiche Sandsteine unterschiedlicher Korngrösse mit dazwischengelagerten, oft rötlichen Mergeln. Diese Sedimente, deren Dimension im Bereich von Bern auf rund 800 Meter geschätzt wird, wurden von Flüssen aus den Alpen hierher transportiert. Grössere Ablagerungs- und Umschichtungsereignisse fanden insbesondere während Hochwassern und Überschwemmungen statt, was den raschen horizontalen und vertikalen Wechsel der einzelnen Schichten erklärt. Ganz im Süden des Gebietes sind die Gümmenen-Schichten durch die im Burdigalium vor 20 bis 16 Millionen Jahren abgelagerten Sense-Schichten aus Oberer Meeresmolasse überdeckt. Dieser feste, gebankte Sandstein enthält Glaukonit und ist als Baustein in der Berner Altstadt weit verbreitet.
Die Oberflächenformen auf dem Stadtgebiet von Bern sind von eiszeitlichen Ablagerungen geprägt, die eine Ausdehnung von wenigen Metern bis über 50 Meter erreichen. In den Eiszeiten stiess der Aaregletscher jeweils weit über Bern ins Mittelland vor und vereinigte sich hier mit dem Rhonegletscher. Während von den älteren Gletschervorstössen nur wenige Zeugen an der Oberfläche (insbesondere Altmoränen im Aaretal) erhalten sind, bestehen die Plateaus beidseits des Aaretals im Bereich der Stadt Bern, der Bremgartenwald sowie das Gebiet des Forstes aus Schottern. Diese wurden im Rahmen des Vorstosses und Rückzuges des würmeiszeitlichen Aaregletschers abgelagert, der seine maximale Ausdehnung etwa vor 20'000 Jahren erreicht hatte. Die Schotter zeigen im Gegensatz zur Nagelfluh nur schwach verfestigte Lagen von Kies, die bis zu 20 Zentimeter grosse Blöcke aus Flyschsandsteinen und Kieselkalk der Berner Alpen enthalten. Dazwischen sind sandige Schichten gelagert. In der Region Bern wird daher an zahlreichen Orten Kiesabbau betrieben. Überreste einer Endmoräne, die beim letzten Rückzug des Aaregletschers entstand, dem sogenannten Bern-Stadium, bilden eine Reihe von Anhöhen, die vom Steinhölzli über den Veielihubel, die Falkenhöhe bei der Universität, den Rosengarten und den Schönberg bis zur Schosshalde reichen.

### Klima
Die Stadt befindet sich in der gemässigten Klimazone mit Laubwäldern (effektive Klimaklassifikation Cfb). Die einzelnen Jahreszeiten sind wie in der ganzen Schweiz nördlich der Alpen stark ausgeprägt. Mit rund 110 mm pro Monat regnet es aufgrund der mehrheitlich konvektiven Niederschläge im Sommer ungefähr doppelt so viel wie im Winter; im Durchschnitt ist an 122 Tagen im Jahr mit mehr als einem Millimeter Niederschlag zu rechnen. Die Messstation des Bundesamtes für Meteorologie und Klimatologie (MeteoSchweiz) befindet sich im Vorort Zollikofen, auf 553 m ü. M., ca. 5 km nördlich des Stadtzentrums (Luftlinie).
Die Jahresmitteltemperatur für die Normalperiode 1991–2020 beträgt 9,3 °C, wobei im Januar mit 0,2 °C die kältesten und im Juli mit 18,8 °C die wärmsten Monatsmitteltemperaturen gemessen werden. Im Mittel sind hier rund 99 Frosttage und 19 Eistage zu erwarten. Sommertage gibt es im Jahresmittel rund 46, während normalerweise 9 Hitzetage zu verzeichnen sind; in besonders heissen Sommern kann es um 37 °C warm werden. Da die Messstation ausserhalb der Stadt liegt, können die Messwerte nicht direkt auf das Stadtklima übertragen werden. Ausgehend vom IPCC-Szenario ohne Klimaschutzmassnahmen (RCP 8.5), wird es in Zollikofen gegen Ende des Jahrhunderts acht bis zehn Tropennächte geben. Modellierungen von «Urban Climate Bern» zeigen, dass dieser Wert in der Stadt Bern bei rund 30 bis 45 liegen könnte.
Mit im Durchschnitt 1797 Stunden Sonnenschein pro Jahr hat die Stadtgemeinde im Vergleich zu anderen Messstationen im Mittelland der Deutschschweiz eine relativ hohe Besonnungsrate.
Der Höchstwert bei der Durchschnittssonnenscheindauer des Monats Januar wurde 2020 mit 137,4 Std. erreicht. Damit wurde der langjährige Rekord von 1949 mit 103,7 Std. bei weitem gebrochen.
Die mittlere Windgeschwindigkeit belief sich in der Messperiode von 1991 bis 2000 auf 1,6 m/s, wobei Winde aus südwestlichen und nordöstlichen Richtungen (Bise) überwogen. Die höchsten mittleren Windgeschwindigkeiten werden bei Westwindlagen erreicht.
|                        | Jan  | Feb  | Mär  | Apr  | Mai  | Jun  | Jul  | Aug  | Sep  | Okt  | Nov  | Dez  |   |       |
| Mittl. Temperatur (°C) | 0,2  | 1,1  | 5,2  | 9,0  | 13,2 | 16,9 | 18,8 | 18,4 | 14,1 | 9,5  | 4,2  | 0,9  | ⌀ | 9,3   |
| Mittl. Tagesmax. (°C)  | 3,4  | 5,2  | 10,3 | 14,5 | 18,6 | 22,5 | 24,6 | 24,2 | 19,4 | 14,0 | 7,7  | 3,8  | ⌀ | 14,1  |
| Mittl. Tagesmin. (°C)  | −2,9 | −2,8 | 0,3  | 3,4  | 7,6  | 11,3 | 13,0 | 12,9 | 9,2  | 5,5  | 1,0  | −2,1 | ⌀ | 4,7   |
|                        |      |      |      |      |      |      |      |      |      |      |      |      |   |       |
| Niederschlag (mm)      | 60   | 56   | 65   | 78   | 112  | 102  | 108  | 112  | 87   | 87   | 77   | 79   | Σ | 1023  |
|                        |      |      |      |      |      |      |      |      |      |      |      |      |   |       |
| Sonnenstunden (h/d)    | 2,1  | 3,3  | 4,9  | 6,0  | 6,4  | 7,4  | 7,9  | 7,4  | 5,8  | 3,8  | 2,2  | 1,7  | ⌀ | 4,9   |
|                        |      |      |      |      |      |      |      |      |      |      |      |      |   |       |
| Regentage (d)          | 9,5  | 8,7  | 9,5  | 9,6  | 12,1 | 11,4 | 10,8 | 11,0 | 8,6  | 10,4 | 10,1 | 10,6 | Σ | 122,3 |
|                        |      |      |      |      |      |      |      |      |      |      |      |      |   |       |
| Luftfeuchtigkeit (%)   | 84   | 79   | 73   | 70   | 72   | 72   | 71   | 73   | 79   | 84   | 86   | 86   | ⌀ | 77,4  |

| −2,9 |

| −2,8 |

| 0,3 |

| 3,4 |

| 7,6 |

| 11,3 |

| 13,0 |

| 12,9 |

| 9,2 |

| 5,5 |

| 1,0 |

| −2,1 |

| −2,9 |

| −2,8 |

| 0,3 |

| 3,4 |

| 7,6 |

| 11,3 |

| 13,0 |

| 12,9 |

| 9,2 |

| 5,5 |

| 1,0 |

| −2,1 |

### Stadtgliederung und Nachbargemeinden

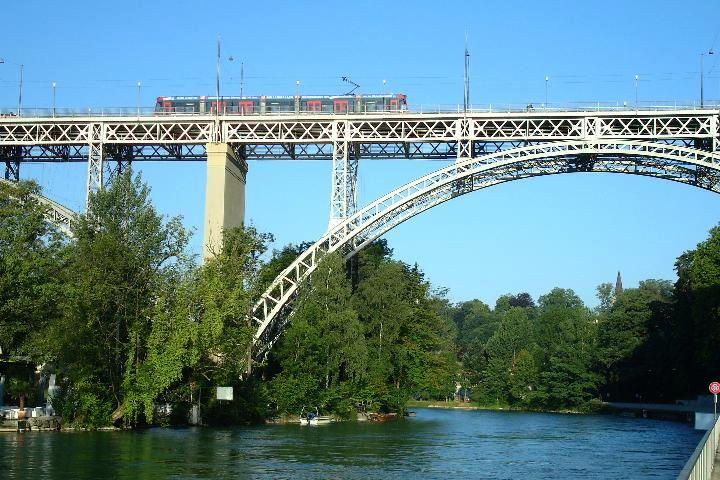
Kirchenfeldbrücke

Das Stadtgebiet ist in sechs Stadtteile gegliedert, die ihrerseits in insgesamt 32 Statistische Bezirke unterteilt sind. Darunter gibt es noch die Ebene von 114 Gebräuchlichen Quartieren.
Den Kern des Siedlungsgebietes bildet die Berner Altstadt, als Stadtteil Innere Stadt genannt. Diese ist seit der napoleonischen Besetzung von 1798 in fünf mit Farbe bezeichnete Quartiere eingeteilt.
An die Innenstadt grenzen im Nordwesten und Norden der Stadtteil Länggasse-Felsenau, im Norden Breitenrain-Lorraine, im Osten und Südosten Kirchenfeld-Schosshalde sowie im Südwesten und Süden Mattenhof-Weissenbühl. Nur der Stadtteil Bümpliz-Oberbottigen liegt weiter im Westen.
Die folgende Tabelle stellt die Stadtteile und Statistischen Bezirke von Bern gegenüber. Alle Einwohnerzahlen der Wohnbevölkerung innerhalb Berns werden von Statistik Stadt Bern, der zuständigen Fachstelle, bereitgestellt. Sie enthalten alle in der Stadt Bern mittels Heimatschein, Heimatausweis oder Ausländerausweis registrierten Personen (einschliesslich Nebenwohnsitz und nichtständige Wohnbevölkerung). Dieser Unterschied zu üblicherweise verwendeten Zahlen des BfS wird damit begründet, dass alle Personen für die Planung der Infrastruktur von Bern berücksichtigt werden müssen.
| Stadtteil                  | Statistische Bezirke                                                                               | Fläche (in ha) | Ein- wohner | Ausländer- anteil |
| -------------------------- | -------------------------------------------------------------------------------------------------- | -------------- | ----------- | ----------------- |
| I Innere Stadt             | Gelbes Quartier • Grünes Quartier • Rotes Quartier • Schwarzes Quartier (Matte) • Weisses Quartier | 84,2           | 4'688       | 20,3 %            |
| II Länggasse-Felsenau      | Engeried • Felsenau • Länggasse • Muesmatt • Neufeld • Stadtbach                                   | 1133,7         | 19'761      | 19,2 %            |
| III Mattenhof-Weissenbühl  | Holligen • Mattenhof • Monbijou • Sandrain • Weissenbühl • Weissenstein                            | 692,9          | 31'350      | 23,1 %            |
| IV Kirchenfeld-Schosshalde | Beundenfeld • Brunnadern • Gryphenhübeli • Kirchenfeld • Murifeld • Schosshalde                    | 843,9          | 27'130      | 20,7 %            |
| V Breitenrain-Lorraine     | Altenberg • Breitenrain • Breitfeld • Lorraine • Spitalacker                                       | 384,2          | 25'706      | 18,4 %            |
| VI Bümpliz-Oberbottigen    | Bethlehem • Bümpliz • Oberbottigen • Stöckacker                                                    | 2022,9         | 34'643      | 35,1 %            |
| Bern Gesamt                | | 5161,9         | 143'278     | 24,1 %            |

Bern grenzt an elf Gemeinden: im Norden an Bremgarten bei Bern, Kirchlindach, Wohlen bei Bern und Zollikofen, im Osten an Ittigen, Muri bei Bern und Ostermundigen, im Süden an Köniz und im Westen an Frauenkappelen, Mühleberg und Neuenegg.

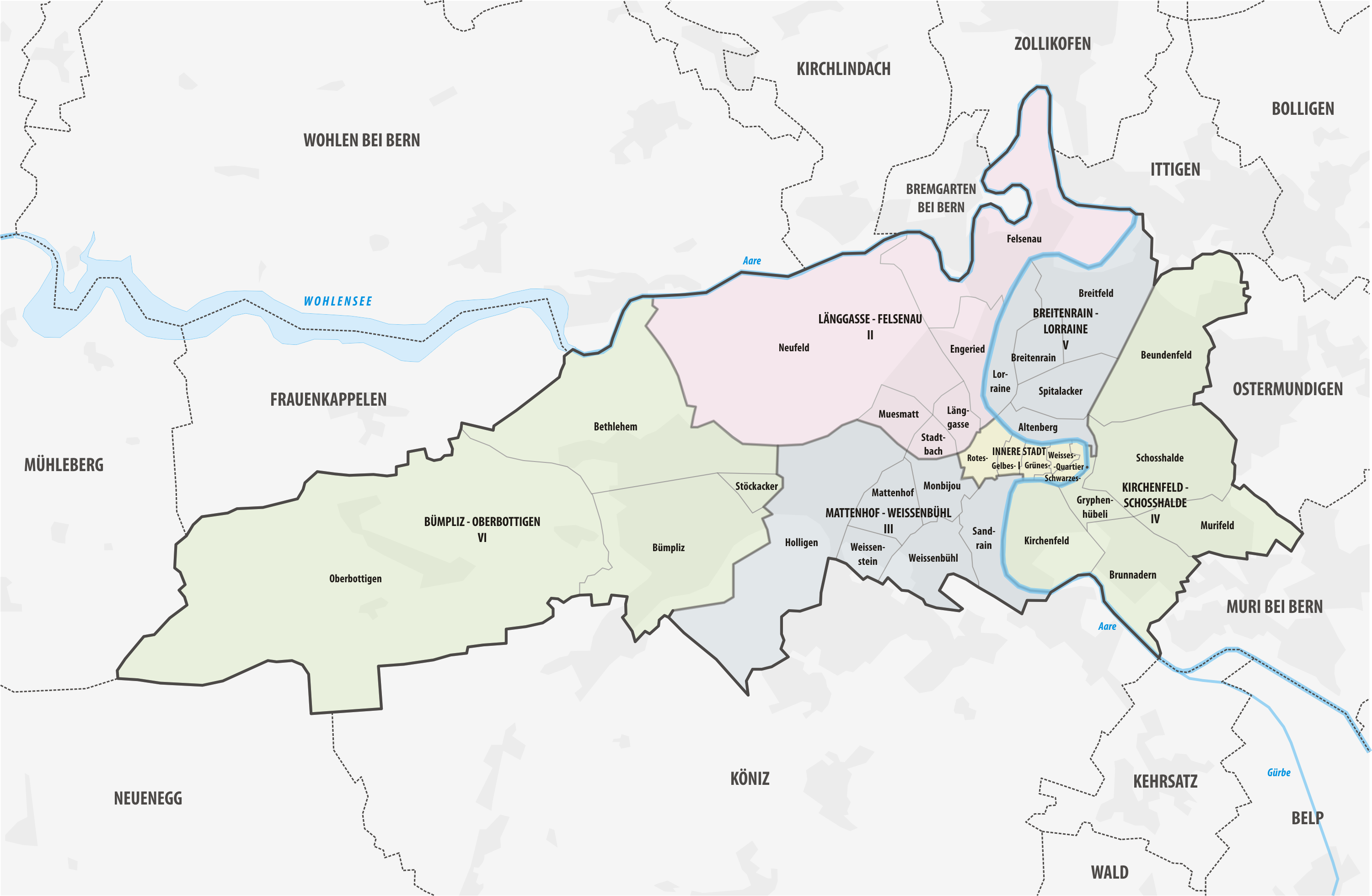
Statistische Bezirke von Bern und Nachbargemeinden

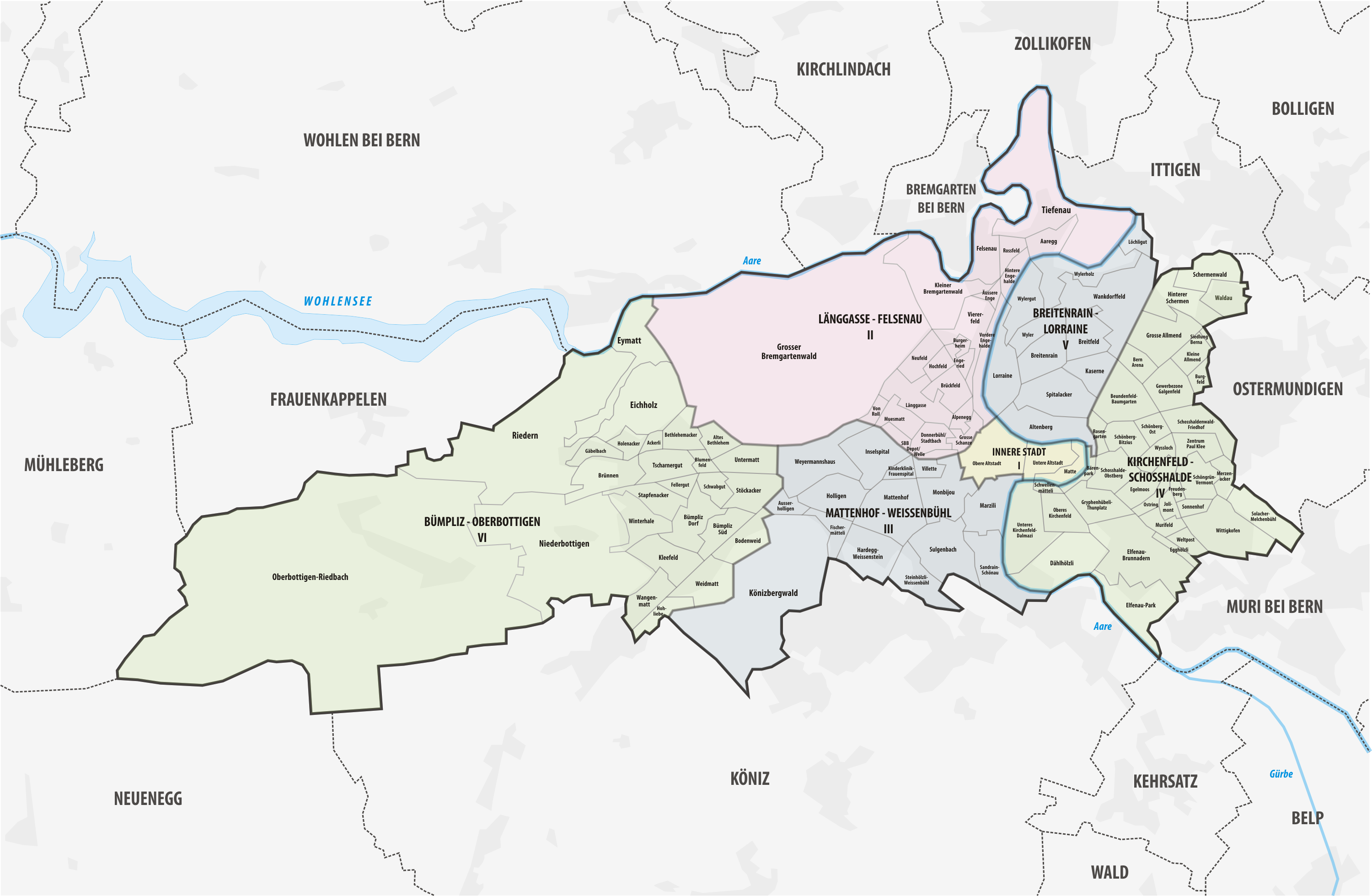
Gebräuchliche Quartiere von Bern und Nachbargemeinden

### Agglomeration und geplante Fusionen
Die Einwohnerzahl der gesamten Agglomeration Bern, zu der 70 Gemeinden gehören, wird 2021 mit 422'706 Personen angegeben. Ohne die Stadt Bern sind es 288'416 Personen. Im sogenannten Agglomerationshauptkern (14 Gemeinden) leben 265'510 Personen, ohne die Stadt Bern 131'220 Personen, im Agglomerationsgürtel und Nebenkern 157'196 Personen. Die Regionalkonferenz Bern-Mittelland zählt 416'830 Personen, ohne Stadt Bern 282'540 Personen. Seit 1930 hat sich das Gebiet der Agglomeration mehrfach erweitert. Der Verwaltungskreis Bern-Mittelland ist nicht wesentlich grösser.
Die Gemeinden Bolligen, Bremgarten bei Bern, Frauenkappelen, Kehrsatz und Ostermundigen prüften im Rahmen einer Machbarkeitsstudie Kooperation Bern die Chancen und Risiken einer Fusion mit Bern. Bolligen grenzt nicht an Bern, wäre dann über Ostermundigen mit Bern verbunden gewesen. Bis auf Ostermundigen haben sich alle Gemeinden gegen Fusionsverhandlungen ausgesprochen. Die Vernehmlassung zum Fusionsvertrag fand von Mitte Oktober bis Mitte Dezember 2022 statt, die Volksabstimmung wurde am 22. Oktober 2023 durchgeführt. Während die Stimmberechtigten der Stadt Bern der Fusion mit rund 57 % zugestimmt haben, lehnte sie die Ostermundiger Stimmbevölkerung mit über 72 % ab. Das Fusionsprojekt ist somit gescheitert.

### Weitere Ortschaften namens Bern
Nach der Stadt Bern wurden mehrere Ortschaften in den Vereinigten Staaten von Amerika benannt. Am bekanntesten ist die 1710 vom Berner Patrizier Christoph von Graffenried gegründete Hafenstadt New Bern in North Carolina, in der die Pepsi-Cola erfunden wurde. Daneben gibt es in den Staaten Idaho: Bern (Idaho), Kalifornien: Bern (Kalifornien), Kansas: Bern (Kansas), Pennsylvania: Berne (Pennsylvania) und Wisconsin: Bern (City) je eine Ortschaft mit dem Namen Bern – in der amerikanischen Fernsehserie «Jericho» New Bern, Kansas – in Indiana und New York jeweils Berne geschrieben.
Das italienische Verona wurde veraltet auf Deutsch ebenfalls Bern genannt und umgekehrt Bern Verona im Üechtland.

## Geschichte

### Name

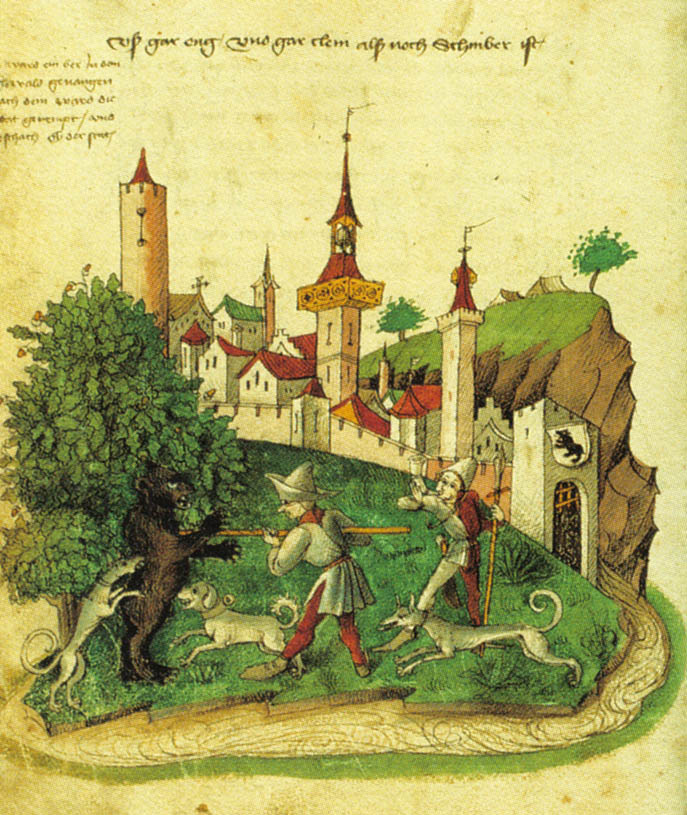
Tschachtlanchronik: Herzog Berchtold V. von Zähringen erlegt den Bären vor der Stadt Bern

Der Name der Stadt Bern ist erstmals in einer Urkunde vom 1. Dezember 1208 belegt.
Der Name wurde schon früh volksetymologisch gedeutet mit Bezug auf den Bären, seit dem 13. Jahrhundert das Wappentier Berns. In der Justingerchronik wird eine Legende berichtet, nach der der Stadtgründer Herzog Berchtold V. von Zähringen beschlossen habe, die Stadt nach dem ersten in den umliegenden Wäldern erlegten Tier zu benennen. Dies soll ein Bär gewesen sein.
Sprachgeschichtlich wird der Name Berns auf eine keltische Etymologie zurückgeführt.
Der «überzeugendste Vorschlag» ist gemäss dem Lexikon der schweizerischen Gemeindenamen die Herleitung des Namens der Stadt Bern von einem keltischen (gallischen) Toponym *berna mit einer Deutung von «Kluft» oder «Schlitz» (in Anlehnung an das Mittelirische Femininum bern, berna, «Kluft», ausserdem verglichen mit dem Namen von Behren bei Saarbrücken). Untermauert wird die vorromanische Deutung des Namens durch die Form brenodor auf der seit den 1980er Jahren bekannten Berner Zinktafel (deren Echtheit allerdings als unsicher gilt). Dieser Name wurde als *Brenno-durum gedeutet, der Ortsname Bern, falls damit verwandt, würde sich in diesem Fall vom gut bezeugten gallischen Personennamen oder Titel Brennos herleiten.
Dieser Name hätte ursprünglich als Orts- oder Flurname eine bestimmte Stelle oder einen Aareabschnitt bezeichnet. Er wäre dann von der galloromanischsprachigen Bevölkerung weiterverwendet worden, bevor er schliesslich ins Deutsche entlehnt wurde.

### Gründung und Mittelalter

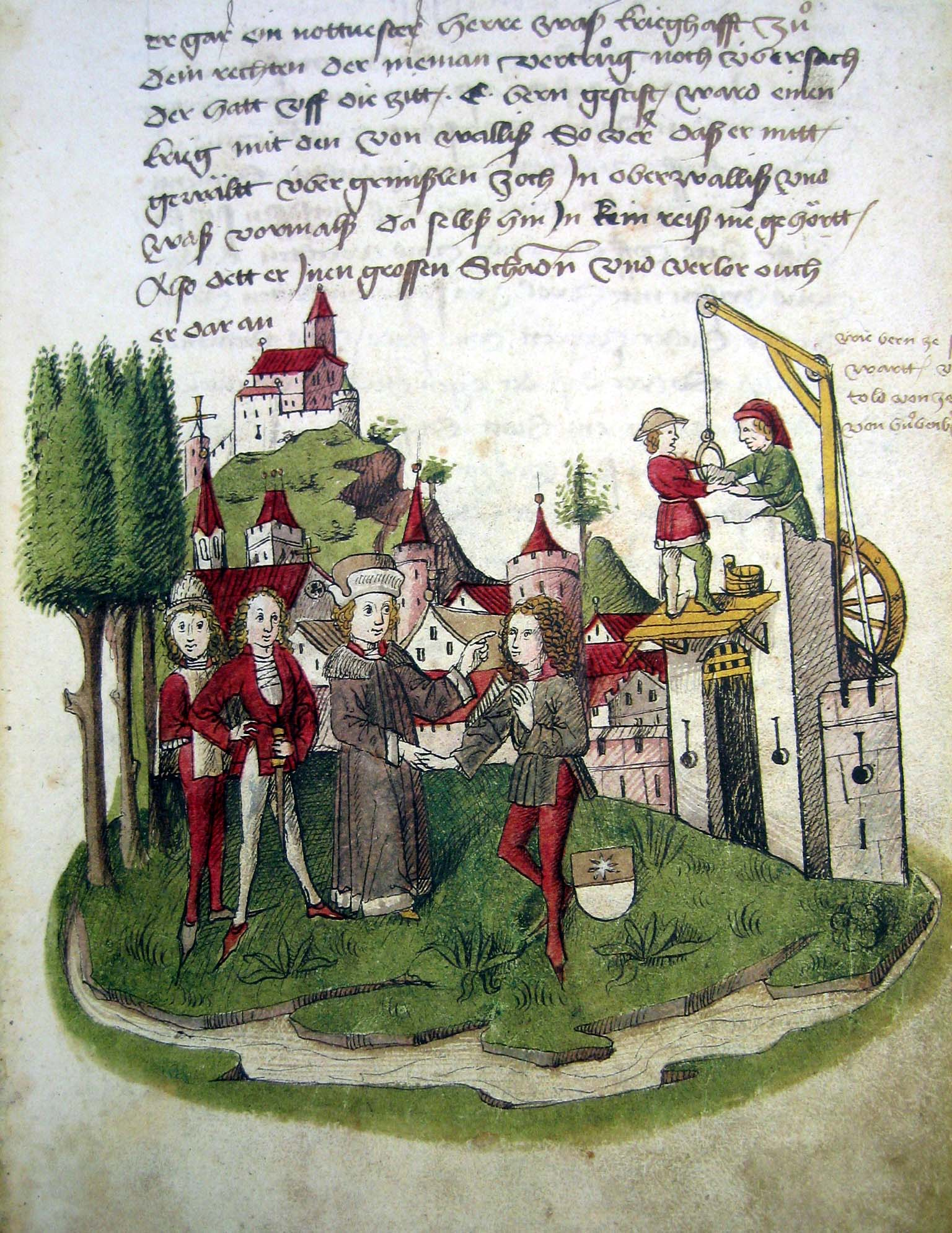
Aus der Tschachtlanchronik: Gründung der Stadt

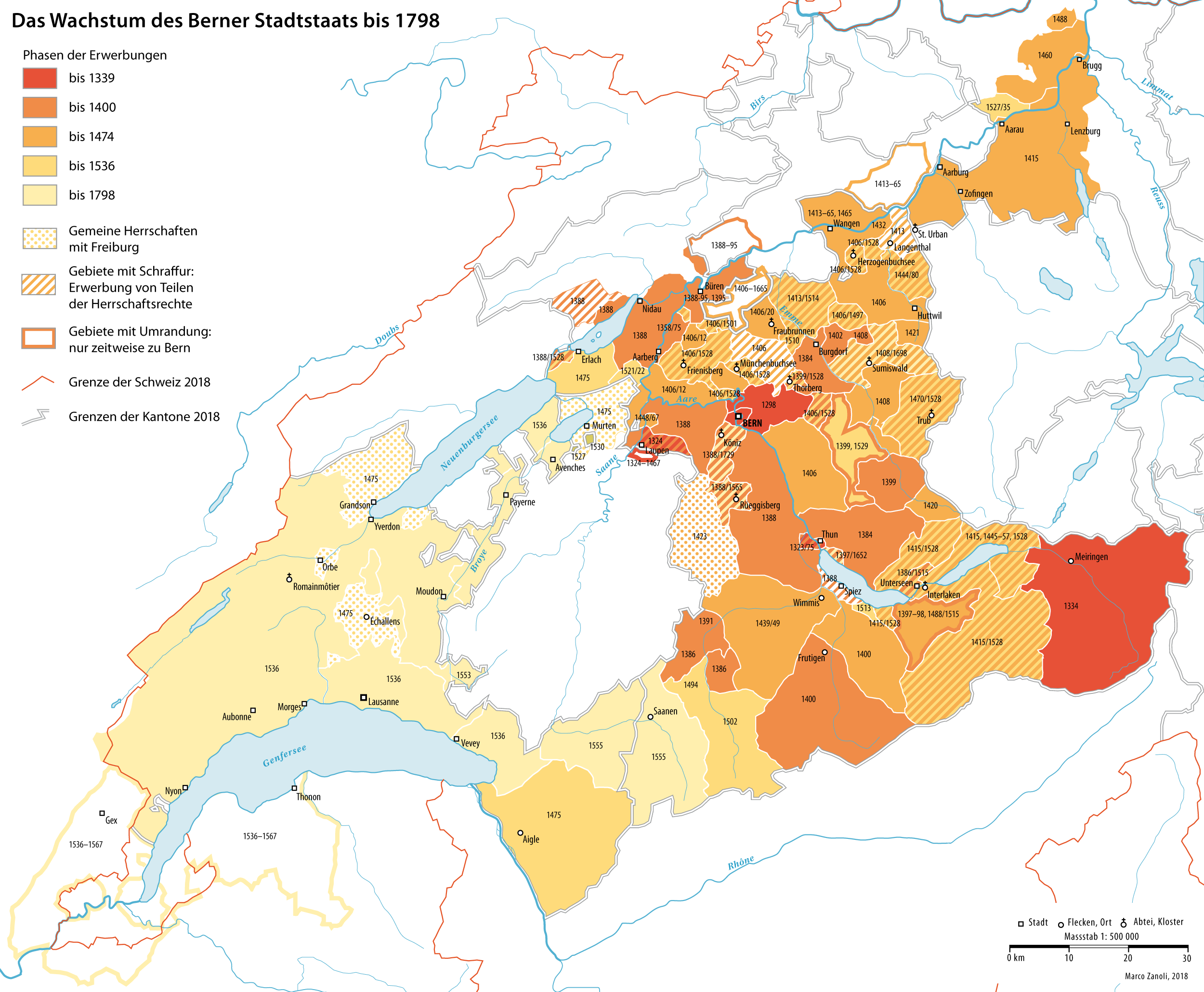
Wachstum des Territoriums der Stadt Bern bis 1798

Das Gebiet der Stadt Bern war spätestens seit der Latènezeit besiedelt. Die älteste nachgewiesene Siedlung war eine wahrscheinlich seit der zweiten Hälfte des 2. Jahrhunderts v. Chr. befestigte keltische Siedlung auf der Engehalbinsel. In römischer Zeit bestand auf der Engehalbinsel ein gallo-römischer Vicus, der zwischen 165 und 211 n. Chr. aufgegeben wurde.
Für das Frühmittelalter sind zahlreiche Gräberfelder nachgewiesen, so in Bümpliz, wo eine Mauritiuskirche aus dem 7. bis 9. Jahrhundert steht und ein Königshof aus der Zeit des hochburgundischen Königreichs mit einer hölzernen Wehranlage.
Ende des 12. Jahrhunderts erfolgte die Gründung der heutigen Stadt Bern durch Herzog Berchtold V. von Zähringen. Die Cronica de Berno gibt als Gründungsjahr 1191 an. Nach dem Aussterben der Zähringer wurde Bern laut der Goldenen Handfeste 1218 eine Freie Reichsstadt. König Rudolf I. von Habsburg bestätigte 1274 Berns Reichsfreiheit und legte der Stadt eine Reichssteuer auf, zu der nach der Niederlage an der Schosshalde 1289 noch eine Busse hinzukam. Als Schutz gegen die Grafen von Kyburg, die die Zähringer beerbt hatten, wählte Bern die Schirmherrschaft Savoyens. Mit dem Sieg gegen die durch Kauf an Habsburg gelangte Stadt Freiburg bei «Dornbühl» 1298 setzte Berns Territorialpolitik ein.
Im Jahr 1339 errangen die Berner im Laupenkrieg dank der Unterstützung der Eidgenossen einen wichtigen Sieg gegen die umliegenden Adelshäuser und legten damit den Grundstein für den Aufstieg zum Stadtstaat. Das bereits seit 1323 bestehende und 1341 erneuerte Bündnis mit den Innerschweizer Waldstätten wurde 1353 nochmals bestätigt. Das Bündnisgeflecht mit Zürich, Luzern und den Waldstätten mündete in die Eidgenossenschaft. Die Teilnahme an den Burgunderkriegen 1474 bis 1477 brachten Bern erste Landgewinne im Kanton Waadt. Seit dem 15. Jahrhundert verstand sich die Stadt Bern als Staat.
Im Jahr 1482 wurde der Dicken in Bern eingeführt. Die ersten datierten Stücke sind 1492 geprägt worden.

### 16. bis 18. Jahrhundert

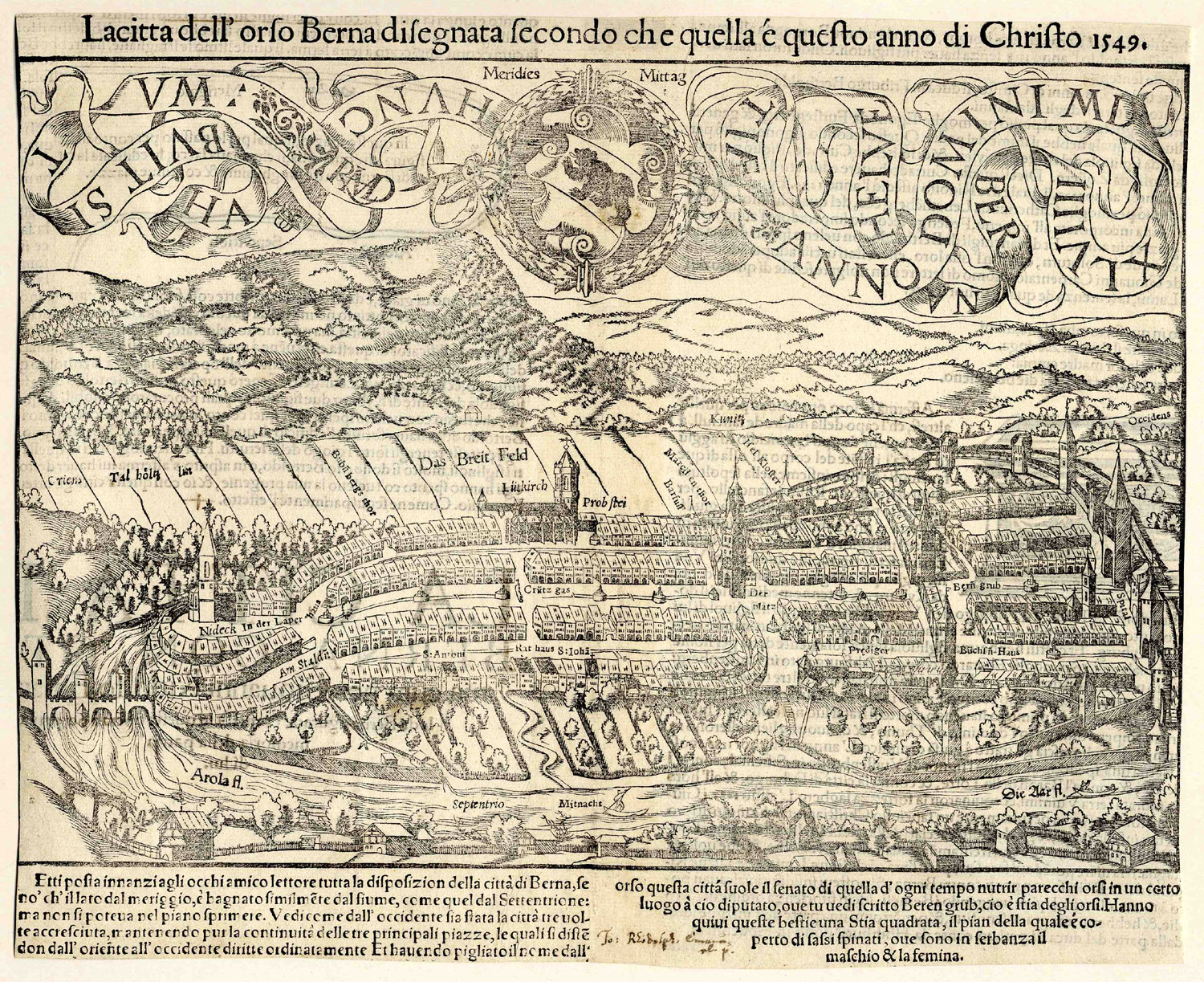
Die älteste Ansicht der Stadt Bern, Holzschnitt von 1549

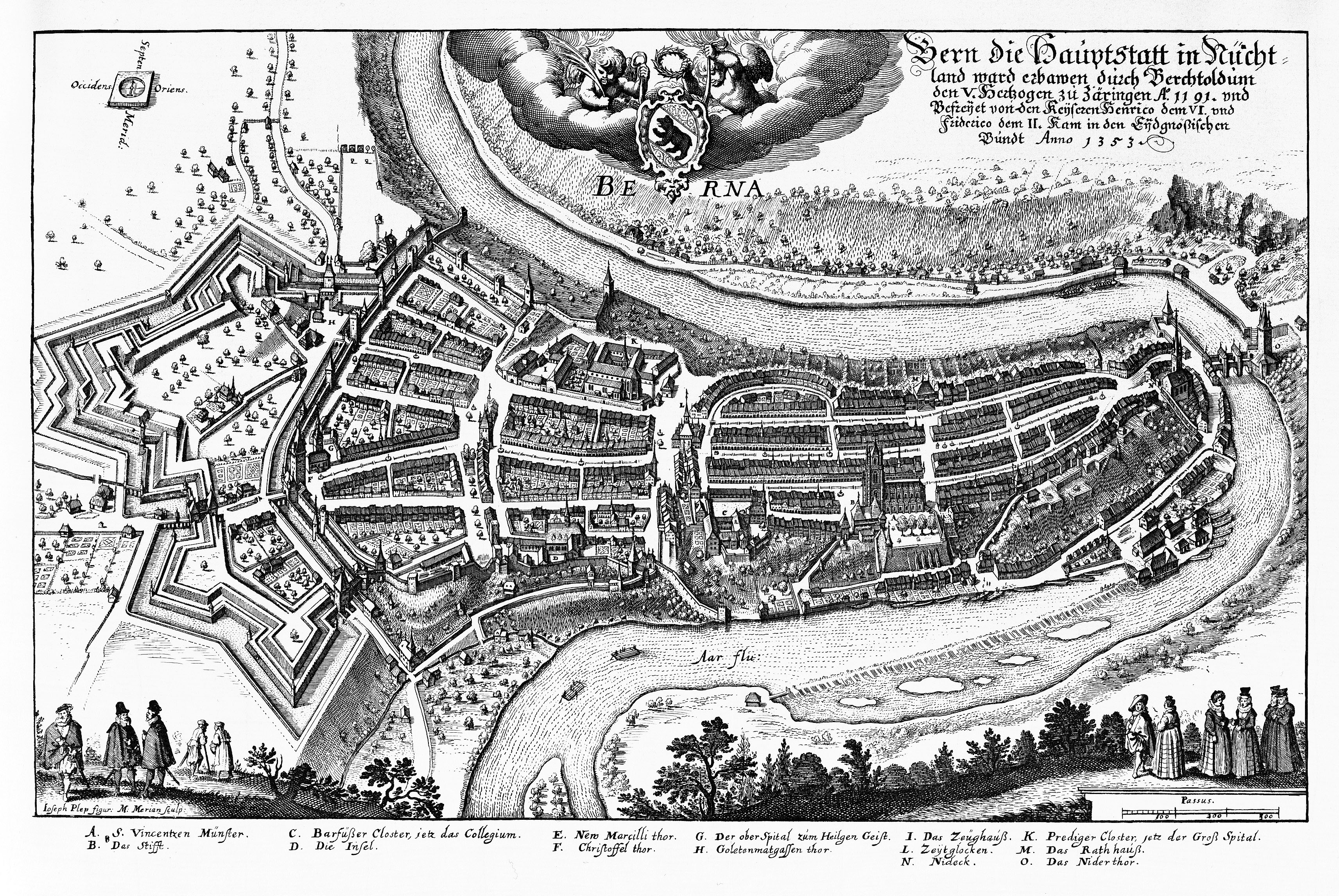
Bern um 1638, Merian-Stich,
links im Bild die Schanzen

Im Februar 1528 setzte sich die von der Stadt unterstützte Reformation unter Berchtold Haller in Bern durch. Mit der Eroberung der Waadt im Jahr 1536 wurde Bern der grösste Stadtstaat nördlich der Alpen. 1648 erhielt Bern im Westfälischen Frieden die volle staatliche Souveränität und löste sich endgültig vom Reich. Trotz des Macht- und Gebietszuwachses blieb die mittelalterliche oligarchische Regierungsform des Ancien Régime bis Ende des 18. Jahrhunderts bestehen: Der Grosse Rat hatte als höchste Entscheidungsinstanz stets zwischen 200 und 299 Mitglieder. Der Kreis der effektiv regierenden Geschlechter, des eigentlichen Patriziates, verkleinerte sich im Verlauf des 18. Jahrhunderts drastisch. Mitglieder des Grossen Rates bildeten den Kleinen Rat, die eigentliche Regierung. An der Spitze stand der regierende Schultheiss.
Politisch gärte es im 18. Jahrhundert in der Stadt und Republik Bern. 1723 kam es in der Waadt zur Revolte von Major Davel gegen die Berner Herrschaft. Am 27. Januar 1798 marschierten französische Truppen ins Berner Waadtland ein und drangen in der Folge immer weiter in die Schweiz vor. Bern musste sich, nachdem die Regierung bereits kapituliert hatte, trotz heftigem Widerstand nach der Schlacht am Grauholz Anfang März geschlagen geben. Ausserdem verlor Bern die vorher abhängigen Gebiete Waadtland und Aargau sowie zeitweise das Berner Oberland.
Von Mai 1802 bis März 1803 war Bern die Hauptstadt der Helvetischen Republik. Zuvor waren Aarau (bis September 1798) und Luzern (bis Mai 1799) Hauptstädte gewesen.

### 19. Jahrhundert
Im Jahr 1815 erhielt Bern im Zuge der Restauration den Status eines Vorortes und diente im Zweijahresrhythmus wechselnd als Regierungssitz des Staatenbundes. Am 14. Januar 1831, im Zuge der Regeneration, dankte die Patrizierregierung ab und machte den Weg zu Wahlen im Kanton frei. Mit der Verfassung von 1831 wurde der Vorrang der Stadt Bern, die Kantonshauptort wurde, im Kanton aufgehoben. 1832 wurde neben der Bürgergemeinde neu die Einwohnergemeinde, in der alle ansässigen Bürger mit einem Mindestvermögen stimmberechtigt waren, geschaffen.
Am 5. September 1832 erklärte die Kantonsregierung die Verfassung der Stadt Bern für aufgehoben und den Stadtrat für abgesetzt. Auch in der neuen Einwohnergemeinde behielten Patriziat und Burger allerdings die Mehrheit.
In den folgenden Jahrzehnten blieb die Stadt Bern konservativ regiert und stand damit im Gegensatz zum freisinnigen Kanton.
Erst 1886 wurde die konservative Mehrheit in Stadtparlament und -regierung durch eine freisinnige abgelöst. 1887 wurde die Gemeindeversammlung abgeschafft und stattdessen die Urnenwahl und -abstimmung eingeführt. Die Arbeiterschaft Berns hatte sich seit Gründung der sogenannten Ersten Internationale von 1864 in verschiedenen Vereinen organisiert. Sieben lokale Gewerkschaften riefen im Sommer 1875 die Arbeiter-Union Bern ins Leben. Die Union wird im Juni 1878 formell in die Sozialdemokratische Partei Bern umgewandelt, nachdem sie unter diesem Namen bereits – ohne Sitzgewinn – zu den Grossratswahlen vom Mai 1878 angetreten war. Die Zeitung Berner Tagwacht, die bis 1997 weiterbestand, wurde 1893 gegründet, im Jahr des Käfigturmkrawalls, eines Arbeiteraufstands, der mit Hilfe eidgenössischer Truppen niedergeschlagen wurde. Im Mai 1895 führte die Stadt Bern als eine der ersten Gemeinden der Schweiz den Proporz für die Gemeindewahlen ein. Im gleichen Jahr wurde Gustav Müller als erster Sozialdemokrat in den Gemeinderat gewählt; 1899 sassen bereits zwei Vertreter der Sozialdemokraten in der Berner Regierung.

### Bern als Bundesstadt

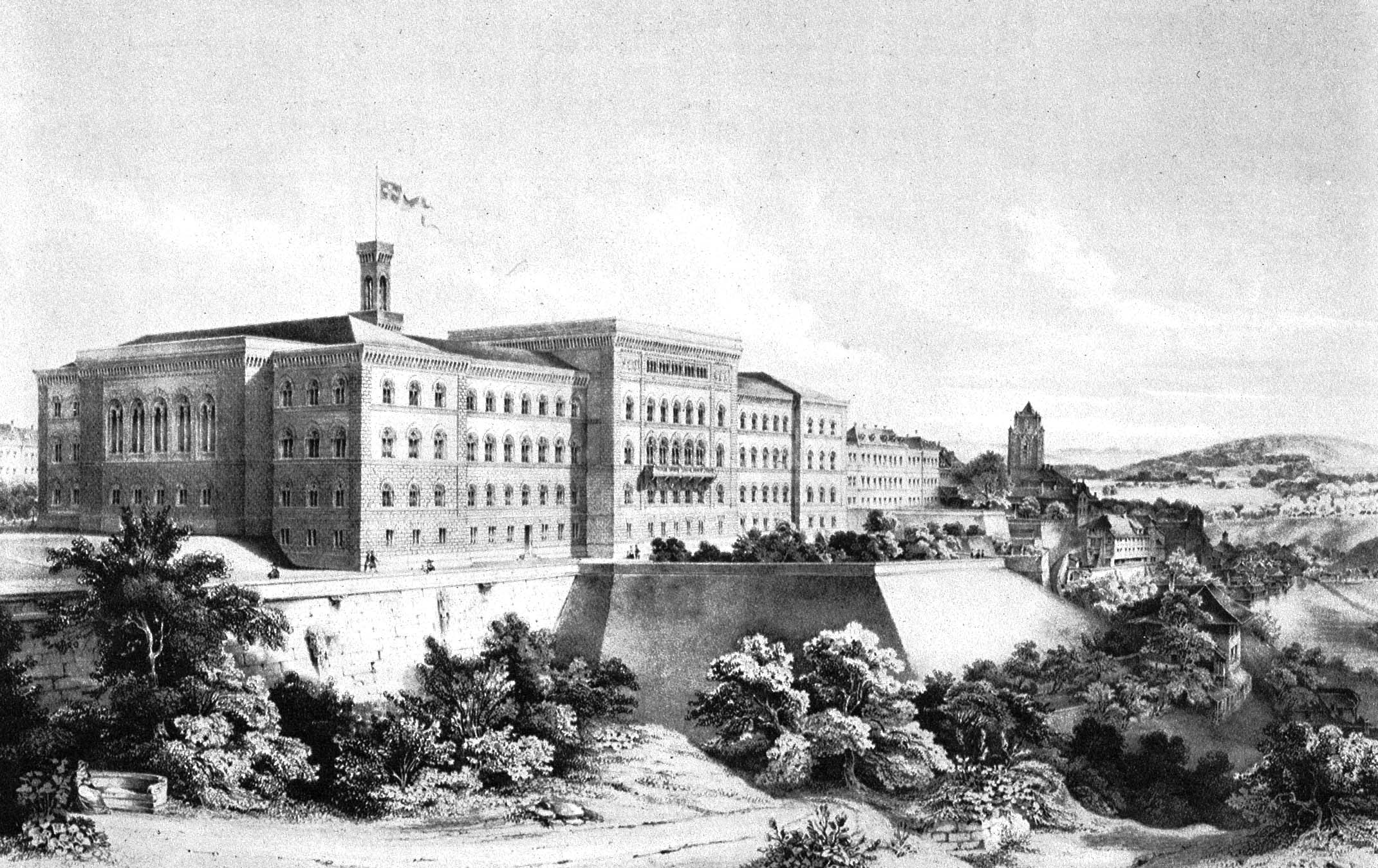
Das erste Bundesrathaus von 1857, heute Bundeshaus West

Den Widerständen bei der Hauptstadtfrage der Schweiz gegen eine zentrale Hauptstadt wurde dadurch Rechnung getragen, dass statt einer Hauptstadt lediglich eine Bundesstadt als Sitz von Bundesregierung, Bundesversammlung und Bundesverwaltung gewählt werden sollte. Die Wahl der Bundesversammlung fiel auf Bern. National-, Stände- und Bundesrat tagten in drei verschiedenen Gebäuden in der Stadt, bevor das erste sogenannte Bundesrathaus 1857 eingeweiht wurde.
Als Bundesstadt wurde Bern attraktiv für internationale Organisationen. Im Jahr 1868 wurde Bern Sitz der drei Jahre vorher in Paris gegründeten Internationalen Telegraphenunion (seit 1934 Internationale Fernmeldeunion [ITU]). Am 9. Oktober 1874 wurde in Bern der Allgemeine Postverein von 22 Staaten gegründet, 1878 wurde er in Weltpostverein umbenannt und 1947 eine Sonderorganisation der Vereinten Nationen, der Hauptsitz blieb in Bern. Die Verhandlungen zur Vereinheitlichung der technischen Mindestvoraussetzungen für den internationalen Eisenbahnverkehr wurden von 1882 bis 1886 in Bern geführt, der Technische Einheit im Eisenbahnwesen genannte Staatsvertrag, der 1887 in Kraft trat, enthält unter anderem eine Bestimmung, die als Berner Raum bezeichnet wird. 1886 wurde die Berner Übereinkunft zum Schutz von Werken der Literatur und Kunst in Bern unterzeichnet; 1893 entstand daraus das Internationale Büro für geistiges Eigentum mit Sitz in Bern, die Vorgängerorganisation der World Intellectual Property Organization (WIPO). Auch die Ligue internationale de la Paix und die Interparlamentarische Union, die mit Friedensnobelpreisen geehrt wurden, hatten ihren Sitz in Bern.

### 20. und 21. Jahrhundert

Luftbild von 1919

1914 fand die Schweizerische Landesausstellung in Bern statt, die von rund 3,2 Millionen Personen besucht wurde und mit einem Einnahmenüberschuss von fast 35'000 Franken abschloss, trotz dem gleichzeitig im Gange befindlichen Ersten Weltkrieg.
1918 wurde die Kunsthalle mit einem Überblick über das Berner Kunstschaffen eröffnet. Im bereits seit 1879 bestehenden Kunstmuseum waren schon 1910 Arbeiten von Paul Klee ausgestellt worden.
Mit der Eingemeindung von Bümpliz wurde 1919 das bisher einzige Mal in der Geschichte Berns das Gemeindegebiet erweitert. Nachdem die Sozialdemokraten am Ende des Ersten Weltkriegs kurzzeitig die absolute Mehrheit in Stadt- und Gemeinderat erlangt hatten, bestand während des 20. Jahrhunderts meist eine knappe bürgerliche Mehrheit.
Ab 1920 amtieren sieben vollamtliche Gemeinderäte. 2005 wird die Zahl auf fünf verkleinert.
Seit 1968 sind Frauen in der Gemeinde Bern stimm- und wahlberechtigt, 1988 wurde das Stimm- und Wahlrechtsalter von 20 auf 18 Jahre gesenkt.
Eine kulturelle Blütezeit erlebte Bern in den 1960er-Jahren. In den Klein- und Kellertheatern wurden Stücke zeitgenössischer Autoren aufgeführt, die Mundart wurde mit Kurt Marti und den Berner Chansons der Berner Troubadours, Berner Trouvères und Mani Matter neu belebt. Die Berner Rockband Span startete einen neuen Schweizer Mundartrock. Unter Harald Szeemann wurde die Kunsthalle zu einem Ausstellungsforum der Avantgarde, so erhielt der Künstler Christo 1968 anlässlich des 50-jährigen Bestehens der Kunsthalle erstmals Gelegenheit, ein Gebäude zu verpacken.
Als Ergebnis der 1968er Jugendbewegung wurden die Gaskessel des stillgelegten Gaswerkes als Jugendzentrum Gaskessel umgenutzt. Die 1980er Jugendunruhen führten in Bern zur Umnutzung der zentral gelegenen Reitschule, die schon nach ihrer Eröffnung 1897 ein gesellschaftliches Zentrum Berns gewesen war, als alternatives Kulturzentrum Reithalle und zur Einrichtung der Dampfzentrale als weiteres Kulturzentrum. Auch das aus der Hausbesetzerszene hervorgegangene alternative Wohnprojekt Zaffaraya besteht weiter.
Bei den Gemeindewahlen von 1992 gewann das Wahlbündnis «RotGrünMitte» (RGM) erstmals die Mehrheit in Stadt- und Gemeinderat – diese linksgrüne Mehrheit hat sich seither kontinuierlich verfestigt. Ansonsten wurde der Beginn des 21. Jahrhunderts geprägt durch die Erneuerung des Berner Bahnhofs, die schweren Ausschreitungen anlässlich eines Umzugs der national-konservativen SVP in der Innenstadt im Oktober 2007 sowie die Fussball-Europameisterschaft 2008. 2017 war Bern einer von zehn Schweizer Orten, die von der Gemeinschaft evangelischer Kirchen in Europa das Etikett «Reformationsstadt Europas» verliehen bekommen haben.

## Bevölkerung

### Bevölkerungsentwicklung

Bevölkerungsentwicklung
1750 bis 2014

Die Stadt Bern verdankt ihr Wachstum in erster Linie der Zuwanderung vom Land.
Zur Gründungszeit Ende des 12. Jahrhunderts zählte die Stadt etwa 500 Einwohner, 100 Jahre später waren es vermutlich bereits 3000. In den folgenden Jahrhunderten nahm die Bevölkerung trotz der grassierenden Pest stetig zu und war zur Mitte des 15. Jahrhunderts auf 5000 angewachsen. Nach einem Rückgang in der zweiten Hälfte des 15. Jahrhunderts wuchs die Bevölkerungszahl in den nachfolgenden Jahrhunderten kontinuierlich weiter. Im Jahr 1764, als die erste Bevölkerungszählung erfolgte, waren es 11'000, um 1800 vermutlich bereits 12'000 und 1850 schon beinahe 30'000 Einwohner, ohne dass die Stadt sich wesentlich vergrössert oder ihr Äusseres grundlegend verändert hätte.
In der zweiten Hälfte des 19. Jahrhunderts verdoppelte sich die Einwohnerzahl und überschritt 1920 die 100'000-Marke. Das Bevölkerungswachstum dauerte bis in die 1960er Jahre weiter an, erreichte mit über 165'000 Einwohnern 1963 seinen vorläufigen Höhepunkt und entwickelte sich danach rückläufig.
Nach einer längeren Periode mit zum Teil grossen Wegzugsüberschüssen haben sich ab dem Jahr 2000 bei den Personen wieder Wanderungsgewinne ergeben. Weiterhin negativ ist der Wanderungssaldo der Familien. In die Stadt verlegen vorwiegend jüngere Einzelpersonen (Ausbildung, Arbeit) ihren Wohnsitz. Viele von ihnen heiraten später und ziehen als Familien ins Umland der Stadt Bern. Die Zahl der Zu- und Wegzüge von Personen fällt seit Mitte der 1970er Jahre deutlich tiefer aus als in den vorangegangenen Jahren. Früher schlugen bei den Wanderungsbewegungen Ein- resp. Ausreisen der Saisonarbeitskräfte stark zu Buche.
Ende Dezember 2019 betrug die Bevölkerungszahl 143'278, was gegenüber 2018 einer Zunahme von 0,6 % entsprach. 75,9 % waren Schweizer und 24,1 % Ausländer.

### Bevölkerungszusammensetzung

Alterspyramide der Bevölkerung (2007)

| Nationalität   | Anteil 31. Dezember 2019 |
| -------------- | ------------------------ |
| Schweiz        | 68,2 %                   |
| Deutschland    | 5,9 %                    |
| Italien        | 3,8 %                    |
| Spanien        | 1,8 %                    |
| Portugal       | 1,4 %                    |
| Nordmazedonien | 1,1 %                    |
| Kosovo         | 1,1 %                    |
| Türkei         | 1,1 %                    |
| Frankreich     | 0,8 %                    |
| Eritrea        | 0,8 %                    |
| Sri Lanka      | 0,7 %                    |
| Serbien        | 0,6 %                    |
| China          | 0,6 %                    |
| Österreich     | 0,6 %                    |
| übrige         | 11,3 %                   |

109'242 (76,3 Prozent) der Einwohner der Stadt Bern waren Ende 2021 Schweizer Staatsbürger, 33'912 (23,6 Prozent) sind ausländische Staatsbürger. Die grössten Ausländergruppen stammen aus Deutschland (6300 Personen), Italien (4005), Spanien (1849), Portugal (1378), Nordmazedonien (1193), dem Kosovo (1170) und der Türkei (1116).
Bern hat einen Frauenüberschuss; 52 Prozent (74'509) sind Frauen, 48 Prozent (68'645) Männer, aber es gibt markante Unterschiede zwischen der schweizerischen und der ausländischen Wohnbevölkerung. Auf 100 Schweizerinnen kommen rund 87 Schweizer, auf 100 Ausländerinnen jedoch rund 110 Ausländer.
Das Durchschnittsalter der Berner Bevölkerung ist in den 2000er Jahren gesunken, es betrug 2008 41 Jahre und neun Monate. Bei den Schweizern sind die Männer jünger als die Frauen, 2008 im Durchschnitt 1616 Tage mit abnehmender Tendenz, während es bei der ausländischen Wohnbevölkerung umgekehrt ist. Die Männer sind älter als die Frauen, 2008 um 477 Tage, und bei beiden steigt das Durchschnittsalter. Es betrug 2008 bei den Männern 36,05 und bei den Frauen 34,75 Jahre.
Die Zahl der Ledigen an der Gesamtbevölkerung hat 2015 auf 53,2 Prozent der Frauen und 57,1 Prozent der Männer zugenommen. Die Zahl der Verheirateten beträgt noch 29,5 Prozent der Frauen und 33,6 Prozent der Männer. Geschieden sind 8,5 Prozent der Gesamtbevölkerung.

### Bürgerrecht
Die Stadt Bern ist eine zweiteilige Bürgergemeinde. Neben der 1832 geschaffenen Einwohnergemeinde existiert die Burgergemeinde Bern mit 13 Gesellschaften und Zünften als öffentlich-rechtliche Personalgemeinde mit 18'266 Mitgliedern per Ende 2015.

### Sprachen
Die Amts- und Schriftsprache in der Stadt Bern ist Deutsch. In der eidgenössischen Volkszählung von 2000 gaben gut 81 Prozent der Berner Wohnbevölkerung Deutsch als Hauptsprache an, je knapp vier Prozent Französisch und Italienisch.
Eine im Jahr 2020 durchgeführte Erhebung des Bundesamtes für Statistik zu den Hauptsprachen in der Stadt Bern zeigte folgende Resultate: 82,1 % der Bevölkerung ab 15 Jahren bezeichnen Deutsch, 7,9 % Englisch, 6,7 % Französisch und 4,7 % Italienisch als ihre Hauptsprache.
Die gesprochene Umgangssprache ist Berndeutsch, ein hochalemannischer Dialekt. Die Stadtberner Mundart weist eine in anderen Schweizer Städten kaum mehr zu beobachtende soziale Gliederung auf, die heute aber auch weniger ausgeprägt ist als noch Mitte des 20. Jahrhunderts. Eines der auffallendsten Merkmale der «gehobenen» Stadtberner Mundart ist das Fehlen des vokalisierten «L»: So heisst etwa die Milch «Milch» und nicht «Miuch», ich wollte «i ha welle» und nicht «i ha wöue». Gewisse Besonderheiten zeichnen ausschliesslich die Sprache des bernischen Patriziats aus, die sich aber immer mehr verlieren. Eine zusätzliche Eigenheit des Berndeutschen ist die Übernahme einiger Wörter aus dem früheren Unterschichtsquartier Matte, das mit dem Mattenenglisch über eine konstruierte Geheimsprache verfügte, die heute noch folkloristisch gepflegt wird. Die häufig verwendeten Worte «jiu/ieu» für «ja» oder «Giel/Gieu» für «Bub/Knabe» entstammen dem Matteberndeutschen.

### Religionsgemeinschaften und Konfessionen
Zwischen 1999 und 2009 hat die evangelisch-reformierte Kirche ihre Mehrheit verloren: Waren 1999 52 % der Gesamtbevölkerung der Stadt Bern Mitglied dieser Kirche, waren es 2009 noch 44 % und 2013 noch 39,8 %. Auch die Anzahl der Katholiken hat abgenommen: von 27 % 1999 auf 24 % 2009 und 22,5 % 2013. Seitdem nimmt die Dominanz der beiden grossen Landeskirchen weiter stetig ab, während die Zahl der Konfessionslosen deutlich gestiegen ist. In den fünf grössten Städten der Schweiz, darunter auch Bern, bilden die Konfessionslosen unter der Bevölkerung ab 15 Jahren bereits die grösste Gruppe im Vergleich zu den einzelnen Konfessionsgruppen (Stand 2020).
| Religion/Konfession    | Schweizer | andere Nationalität | Gesamtbevölkerung | Veränderung zu 2020 in % |
| ---------------------- | --------- | ------------------- | ----------------- | ------------------------ |
| evangelisch-reformiert | 41,7 %    | 5,4 %               | 33,1 %            | −2,6                     |
| römisch-katholisch     | 16,7 %    | 25,1 %              | 18,7 %            | −2,6                     |
| christkatholisch       | 0,4 %     | 0,7 %               | 0,5 %             | +4,5                     |
| israelitisch           | 0,2 %     | 0,1 %               | 0,2 %             | −4,0                     |
| ohne Angabe (b) (c)    | 41,0 %    | 68,7 %              | 47,6 %            | +2,8                     |

Für die schweizerische Wohnbevölkerung ergaben sich folgende Anteile laut Volkszählung des Jahres 2000: evangelisch-reformierte Kirche knapp 59 %, römisch-katholische Kirche knapp 20 %, keine Zugehörigkeit gut 13 % und keine Angabe bzw. konfessionslos gut 4 %. Bei den Ausländern stand die römisch-katholische Kirche mit 43 % an der Spitze, gefolgt von den islamischen Gemeinschaften mit knapp 15 %, der evangelisch-reformierten Kirche mit über 5 % und den christlich-orthodoxen Kirchen mit knapp 5 %. Beinahe 11 % der ausländischen Bevölkerung gehört keiner Religionsgemeinschaft an, und 13 % haben keine Angabe zu dieser Frage gemacht.

#### Christentum

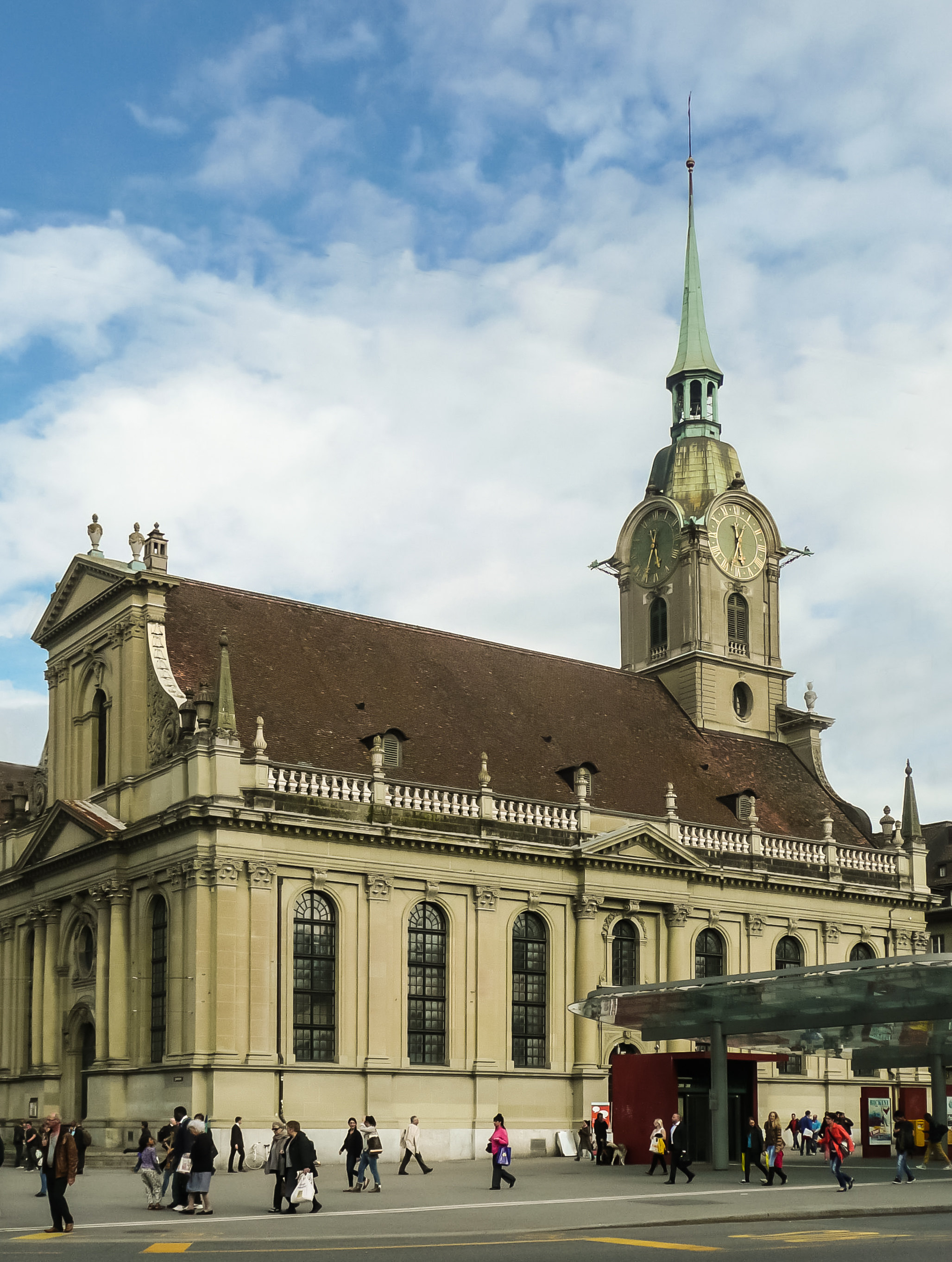
Die evangelisch-reformierte Heiliggeistkirche in Bern

Die Stadt Bern ist seit ihrer Gründung christlich geprägt. Bereits Ende des 12. Jahrhunderts wurde eine Kirche errichtet, die sich wie ihr seit 1255 als Stadtkirche St. Vinzenz belegter Nachfolgebau an der gleichen Stelle befand, an der das heutige spätgotische Münster steht.

##### Reformation
Nachdem sich in Bern 1528 mit der Berner Disputation die Reformation durchgesetzt hatte und 1532 eine Kirchenordnung erlassen worden war, bildete die Stadt eine einzige reformierte Kirchgemeinde mit dem Münster als Pfarrkirche, die 1720 in fünf – heute zwölf – reformierte Kirchgemeinden aufgeteilt wurde. Die französischsprachigen Protestanten hatten mit der Französischen Kirche, der Kirche des früheren Dominikanerklosters, der ältesten erhaltenen Kirche Berns, seit 1623 ihre eigene Kirche. 46 Prozent der Stadtberner Bevölkerung, rund 60'000 Personen, sind evangelisch-reformiert. Bern ist einer der zehn Schweizer Orte, die 2017 von der Gemeinschaft evangelischer Kirchen in Europa das Etikett «Reformationsstadt Europas» verliehen bekommen haben.

##### Katholizismus
Die seit der Reformation zunächst nicht mehr vertretene römisch-katholische Kirche unterhält seit 1799 wieder eine Kirchgemeinde in der Stadt, aber erst 1853 gestattete die Berner Regierung den katholischen Einwohnern den Bau einer eigenen Kirche. Die 1858 bis 1864 neben dem Rathaus erbaute katholische Kirche St. Peter und Paul wurde jedoch nach der Abspaltung der Alt- oder Christkatholiken von der römisch-katholischen Kirche nach dem Ersten Vatikanischen Konzil 1876 christkatholisch und Sitz des christkatholischen Bischofs. Sie zählt rund 300 Mitglieder.
Die älteste römisch-katholische Kirche der Stadt Bern ist die 1899 nach dreijähriger Bauzeit eingeweihte Dreifaltigkeitskirche. Knapp 25 Prozent der Bevölkerung Berns oder 31'500 Personen gehören der römisch-katholischen Kirche an.
1963 entstand die italienische Diasporakirche Madonna degli Emigrati.

##### Orthodoxie
Die christlich-orthodoxe Glaubensgemeinschaft zählt laut Volkszählung des Jahres 2000 weniger als 2000 Personen.

##### Weitere
Das im Jahr 1831 in Bern gegründete Evangelische Gemeinschaftswerk, damals Evangelische Gesellschaft, zählt zu den grössten freikirchlichen Gemeinden. 1834 wurde in Bern die erste, heute weltweit verbreitete Freie Evangelische Gemeinde gegründet. Zur lokalen Sektion der Evangelischen Allianz gehören 33 Kirchgemeinden und evangelische Vereine.
Im Weiteren gibt es die Siebenten-Tags-Adventisten und zwei Gemeinden der Neuapostolischen Kirche.

#### Judentum

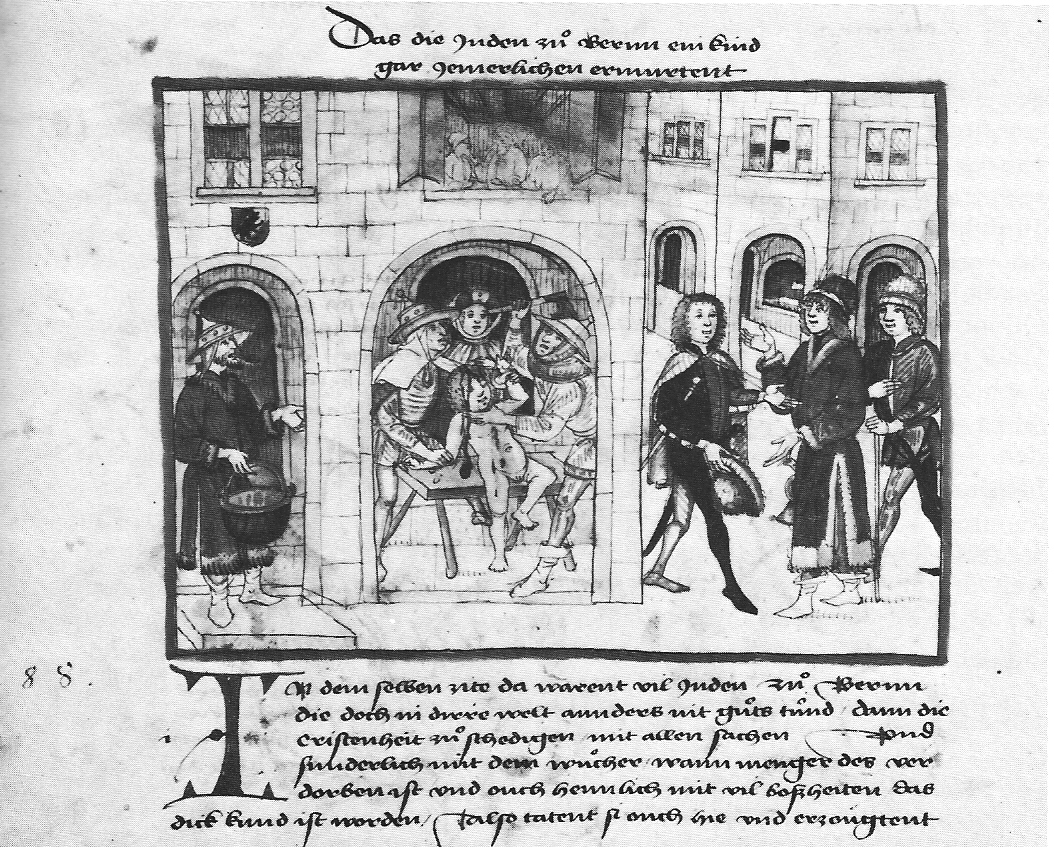
Mord an Rudolf von Bern, Berner Chronik von Diebold Schilling d. Ä.

Juden sind in Bern 1259 erstmals urkundlich erwähnt. Im Jahr 1294 wurden sie des Ritualmordes an einem Kind, das tot aufgefunden worden war und als Rudolf von Bern bekannt wurde, bezichtigt. Obwohl die Obrigkeit nicht an eine Schuld der Juden glaubte, fasste sie den Beschluss, die Aufgebrachtheit der Bevölkerung zu nutzen und die Juden aus der Stadt zu vertreiben, um sich ihrer Schulden bei den jüdischen Geldgebern zu entledigen. Juden dürften sich jedoch schon bald danach wieder in Bern angesiedelt haben. Während der Zeit der grossen Pest Mitte des 14. Jahrhunderts wurden sie erneut verfolgt und vertrieben. In der Justingerchronik werden die Juden stark verunglimpft, kurz danach wurden sie 1427 auf Beschluss von Schultheiss und Rat der Stadt Bern «für ewig» aus der Stadt verbannt. Die auf Karl Howald zurückgehende Theorie, der Mitte des 16. Jahrhunderts errichtete Kindlifresserbrunnen erinnere an den angeblichen Ritualmord und stelle einen Kinder verschlingenden Juden dar, gilt als überholt.
Seit 1848 gibt es in Bern wieder eine jüdische Gemeinde. Eine erste Synagoge bestand seit 1856 in der heutigen Genfergasse, der jüdische Friedhof wurde 1871 angelegt, 1906 wurde die im sogenannten maurischen Stil erbaute Synagoge im Monbijouquartier eingeweiht. 1996 wurde die jüdische Gemeinde Berns öffentlich-rechtlich anerkannt. Sie zählt rund 300 Mitglieder.

#### Islam
Seit 1979 besteht in Bern ein islamisches Zentrum. Die Berner Muslime sind seit 2005 im Dachverband der islamischen Zentren und Moscheevereine des Kantons Bern Umma zusammengeschlossen. Gemäss Volkszählung des Jahres 2000 leben rund 5000 Muslime in Bern, also ungefähr 4 Prozent der Gesamtbevölkerung. Im Jahr 2020 waren rund 6 Prozent der Bevölkerung Muslime.

#### Hinduismus
Die hinduistischen Vereinigungen der Stadt Bern zählen knapp 1500 Mitglieder. 1994 wurde der grösste Tempel der Schweiz in Bern-Bethlehem eröffnet. In Zollikofen bei Bern befindet sich ein Sathya-Sai-Baba-Zentrum.

### Persönlichkeiten
In der Stadt geborene Persönlichkeiten werden in der Liste von Persönlichkeiten der Stadt Bern aufgeführt, Biographien von Menschen mit deutlichem Bezug zu Bern werden in der Kategorie Person (Bern) gesammelt.

## Politik
Ein Artikel der NZZ bezeichnete 2019 Bern als «die linkeste Grossstadt der Schweiz». Grund dafür sei der soziostrukturelle Wandel, wobei es einen Unterschied zwischen Stadt und Agglomeration gäbe. Nachdem sich Schweizer Grossstädte Anfang der 1990er Jahre zu sozialen Brennpunkten entwickelt hätten, habe ein vermehrter Zuzug von gut ausgebildeten, wohlhabenden und jungen Menschen die Negativspirale durchbrochen, die Städte seien als Wohnorte wieder attraktiv.

### Gemeinderat

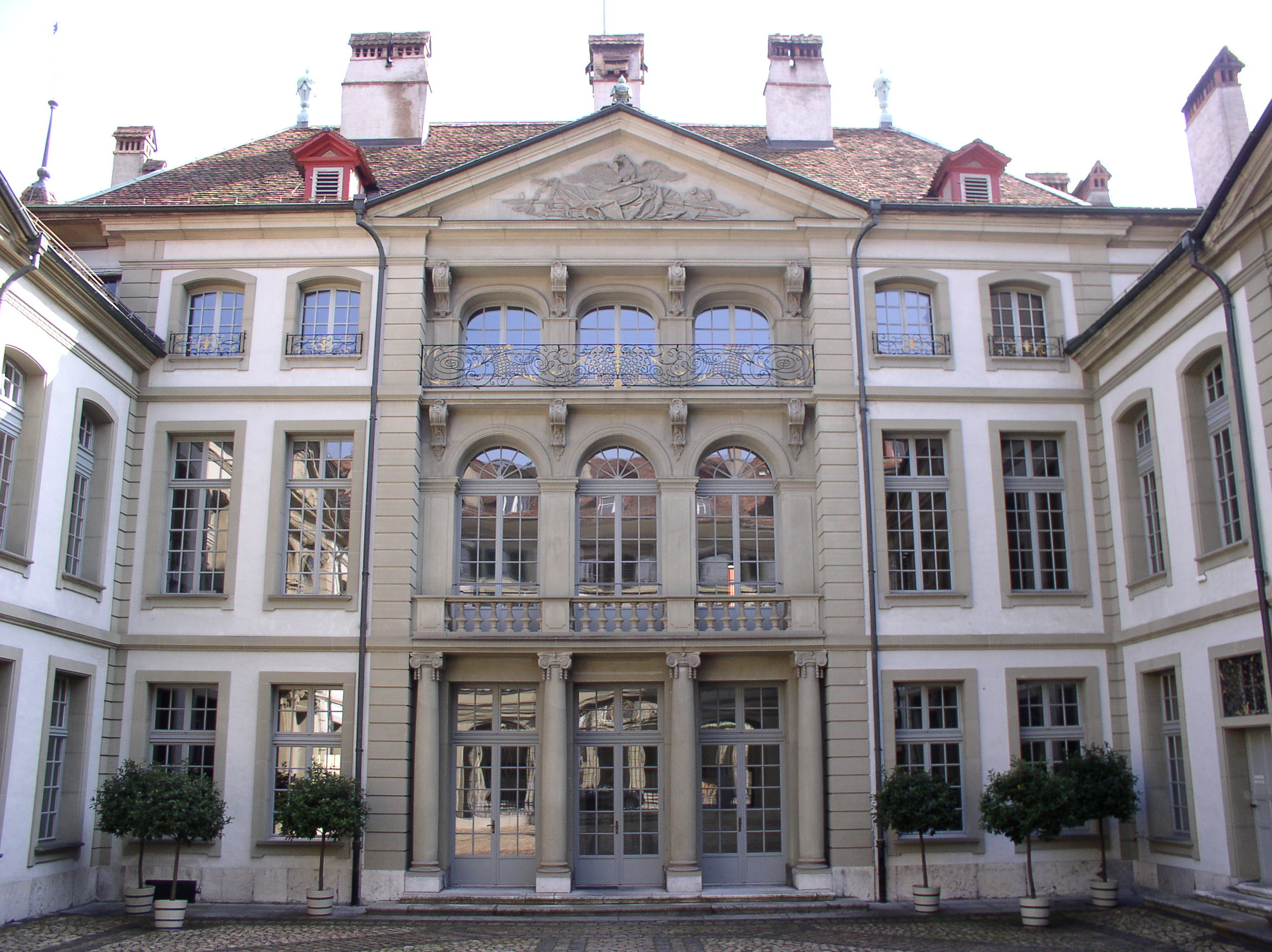
Der Erlacherhof, Sitz der Stadtberner Regierung

Der Gemeinderat der Stadt Bern umfasst fünf Mitglieder, die alle vier Jahre von den Stimmberechtigten der Gemeinde Bern gewählt werden. Der Berner Gemeinderat wird im Unterschied zu anderen Schweizer Exekutiven nach dem Proporzprinzip gewählt. Die letzte Wahl fand am 29. November 2020 statt.
Der Gemeinderat trifft sich wöchentlich zur Sitzung im Erlacherhof. Jedes Mitglied leitet eine der fünf Direktionen der Stadt. Der Stadtpräsident leitet die Sitzungen des Gemeinderats.
Die historische Zusammensetzung des Berner Gemeinderates findet sich im Artikel Gemeinderat (Bern).
| Name                 | seit | Partei                      | Direktion                                                               |
| -------------------- | ---- | --------------------------- | ----------------------------------------------------------------------- |
| Marieke Kruit        | 2021 | SP                          | Stadtpräsidentin, Präsidialdirektion (PRD)                              |
| Alec von Graffenried | 2017 | GFL                         | Vize-Stadtpräsident, Direktion für Sicherheit, Umwelt und Energie (SUE) |
| Matthias Aebischer   | 2025 | SP                          | Direktion für Tiefbau, Verkehr und Stadtgrün (TVS)                      |
| Ursina Anderegg      | 2025 | Grünes Bündnis Bern / Grüne | Direktion für Bildung, Soziales und Sport (BSS)                         |
| Melanie Mettler      | 2025 | GLP                         | Direktion für Finanzen, Personal und Informatik (FPI)                   |

#### Stadtpräsidium
Die Auflistung der Stadtpräsidenten von Bern ab 1832 findet sich im Artikel Liste der Stadtpräsidenten von Bern.
Ein Mitglied des Gemeinderats wird von den Stimmberechtigten in direkter Wahl zum Stadtpräsidenten gewählt. Dieser steht der Präsidialdirektion vor und leitet die Sitzungen des Gemeinderats. Zudem vertritt er die Stadt nach aussen. Seit 2025 ist Marieke Kruit von der SP Berner Stadtpräsidentin.

### Stadtrat
- PdA: 1
- AL: 2
- Tier im Fokus: 1
- GB/JA!: 13
- SPS/JUSO: 27
- GFL: 6
- EVP: 2
- glp/jglp: 9
- Mitte: 5
- FDP: 8
- SVP: 6

Die Legislative, der Stadtrat, hat 80 Abgeordnete, die wie der Gemeinderat alle vier Jahre, letztmals im November 2024, im Proporzverfahren gewählt werden. In der laufenden Legislaturperiode sind 14 verschiedene Parteien im Stadtrat vertreten. Linke und Mitte-links-Parteien bilden zusammen eine klare Mehrheit.
Die stärkste Partei sind mit 26 Sitzen die Sozialdemokraten, darauf folgen das linke Grüne Bündnis mit zehn und die Grünliberalen und FDP mit je acht Sitzen. SVP und Grüne Freie Liste (GFL) haben je sechs Sitze, Die Mitte fünf. Die Junge Alternative JA! verfügt über drei Sitze, die Alternative Linke und EVP über je zwei. Mit je einer Person vertreten sind die kommunistische Partei der Arbeit, die JUSO, die Jungen Grünliberalen und Tier im Fokus. Die nebenstehende Grafik zeigt die Sitzverteilung des Stadtrates nach der Wahl vom 25. November 2024. Aktuell (Mai 2025) sind 47 Frauen, 32 Männer und eine non-binäre Person im Stadtrat vertreten.
Der Stadtrat tagt im Berner Rathaus, jeweils jeden zweiten Donnerstagabend. Die Sitzungen sind öffentlich.
Wahlergebnisse der Stadtratswahlen seit 1888 finden sich im Artikel Ergebnisse der Kommunalwahlen in Bern

### Nationale Wahlen
Die Wähleranteile der Parteien anlässlich der Nationalratswahlen 2023 betrugen:
| SP     | GRÜNE  | GLP    | SVP   | FDP   | Mitte | JA!   | EVP   | Piraten | EDU   | sonstige |
| ------ | ------ | ------ | ----- | ----- | ----- | ----- | ----- | ------- | ----- | -------- |
| 37,6 % | 18,8 % | 13,7 % | 9,1 % | 6,4 % | 5,8   | 2,9 % | 2,2 % | 1 %     | 0,9 % | 1,6 %    |

### Städtepartnerschaften
Im Gegensatz zu vielen anderen Städten verzichtet die Stadt Bern auf Städtepartnerschaften. Eine Ausnahme bildete die befristete Städtepartnerschaft, die Bern anlässlich der Fussball-Europameisterschaft 2008 mit Salzburg und den drei Schweizer Austragungsorten Basel, Genf und Zürich eingegangen war. In seiner Antwort auf eine Interpellation der SP-Fraktion im Stadtrat hält der Gemeinderat im Oktober 2008 fest, dass «die Stadt Bern [bisher] bewusst auf eine Städtepartnerschaft verzichtet [hat]. Diese Haltung wurde vom Gemeinderat erstmals 1979 in Zusammenhang mit einem Postulat […], das Städtepartnerschaften für Bern vorschlug, ausformuliert. Der Gemeinderat hat seitdem an dieser Strategie festgehalten und alle Anfragen für Städtepartnerschaften abgelehnt. Die Stadt Bern pflegt aktiv Beziehungen zu verschiedensten Städten. Diese Beziehungen sind meist organisationsbezogen […] oder themen- beziehungsweise projektspezifisch […]. Der Gemeinderat ist bereit zu prüfen, ob zusätzlich eine oder mehrere Städtepartnerschaften eingegangen werden sollen.»
Ausserdem gehört Bern zu den Zähringerstädten.

### Wappen

Wappen des Kantons und der Stadt Bern

Der Bär als Wappentier Berns ist bereits für das 13. Jahrhundert belegt. Das erste Wappen Berns soll gemäss Justingerchronik einen schwarzen, nach heraldisch rechts aufwärts schreitenden Bären auf silbernem Hintergrund gezeigt haben. Die Änderung zum heutigen Wappen dürfte bereits Ende des 13. Jahrhunderts erfolgt sein.
Bei der Trennung von Stadt und Kanton Bern 1831 wurde das Berner Wappen sowohl das Wappen des Kantons wie der Stadt Bern; seit 1944 ist es das Wappen des Amtsbezirks Bern. Die Blasonierung lautet: «In Rot ein goldener Rechtsschrägbalken, belegt mit einem schreitenden schwarzen Bären mit roten Krallen.»
Wappen und verbale Marke «Stadt Bern» bilden zusammen die Stadtmarke. Für alle Dienststellen der Stadtverwaltung gilt: Das Stadtwappen tritt nie alleine auf. Es wird immer zusammen mit der Wortmarke «Stadt Bern» eingesetzt.
Das Berner Wappen ist ebenfalls das Wappen der Stadt New Bern in North Carolina. Ein Unterschied besteht allerdings darin, dass in der Version von New Bern der rote Bärenpenis fehlt.

## Wirtschaft und Infrastruktur

### Wirtschaft
Die Stadt Bern ist das Zentrum der Wirtschaftsregion Bern-Mittelland, die mit rund 350'000 Einwohnern und 298'923 Beschäftigten etwa einen Drittel des Kantons Bern umfasst. Zusammen mit den Zentren Lausanne und Genf gehört die Stadt Bern zur Greater Geneva Berne area. Am 13. Februar 2017 wurde die Stadt Bern offiziell als Fair Trade Town ausgezeichnet.
Gemäss Betriebszählung von 2008 existieren in der Stadt Bern 8605 Arbeitsstätten mit 152'560 Beschäftigten, 81'087 Männer, 71'473 Frauen. Die Arbeitslosenquote betrug 2007 3,5 Prozent. Seit 2011 wird die «Statistik der Unternehmensstruktur» (STATENT) erhoben.
2015 wurden 14'344 Arbeitsstätten mit 184'891 Beschäftigen gezählt, was 140'924 Vollzeitäquivalenten entspricht. 91,6 % sind im 3. Sektor (Dienstleistungen) tätig, 8,2 % im Sektor 2 (Industrie und Gewerbe) und im 1. Sektor (Land-/Forstwirtschaft und Fischerei) nur 0,2 %. Der Frauenanteil bei den Beschäftigten liegt bei 49,2 %. 2018 wurden in der Stadt Bern rund 14'620 Arbeitsstätten mit insgesamt 188'250 Beschäftigten bzw. 142'110 Vollzeitäquivalenten gezählt. Jede achte beschäftigte Person arbeitete entweder für die öffentliche Verwaltung, die Verteidigung oder die Sozialversicherung.
Im Jahr 2017 wurden Zahlen bis zur Ebene der Statistischen Bezirke veröffentlicht. Die Arbeitslosenquote für die Stadt Bern betrug 2,7 %, die der Statistischen Bezirke bewegt sich zwischen 0,5 % und 4,3 %. Der Arbeitslosenanteil wurde anhand der registrierten Arbeitslosen Ende 2016 in Prozent der wirtschaftlichen Wohnbevölkerung im erwerbsfähigen Alter (15- bis 64-Jährige) ermittelt und ist nicht mit der durch das SECO ermittelten Arbeitslosenquote zu verwechseln.
Fast die Hälfte des Bruttoinlandproduktes des Kantons Bern von 90'409 Millionen Franken stammt 2018 aus der Agglomeration Bern (38'480 Millionen Franken). Pro Einwohner wurden 146'600 Franken BIP in der Agglomeration erwirtschaftet (Kanton: 77'900 Franken, Schweiz: 81'000 Franken). Das Jahreswachstum von 1,5 % über die letzten 10 Jahre entspricht dem der Schweiz insgesamt.
Die Stadt Bern ist nicht nur Sitz der städtischen und kantonalen, sondern als Bundesstadt auch der eidgenössischen Verwaltung und damit das grösste Verwaltungszentrum der Schweiz. Zudem haben die Bundesbetriebe Post, die Schweizerischen Bundesbahnen sowie die Bern-Lötschberg-Simplon-Bahn BLS ihren Hauptsitz in Bern. Hinzu kommen nationale Organisationen wie zum Beispiel Swissmedic, das schweizerische Heilmittelinstitut, die diplomatischen Vertretungen und der Weltpostverein.
Nach der öffentlichen Verwaltung weist im tertiären Sektor das Gesundheits- und Sozialwesen am meisten Beschäftigte auf. Im zweiten Sektor steht das Baugewerbe an erster Stelle, darauf folgt das Druck- und Verlagswesen.
Zu den wichtigsten Wirtschaftszweigen von Bern zählen ferner der Energiemarkt (die BKW Energie AG ist alleinige Betreiberin des in Stilllegung befindlichen Kernkraftwerks Mühleberg), die Textilindustrie, der Maschinenbau, die Elektrotechnik, früher die Telekommunikation mit der Ascom, in der die Hasler Bern aufgegangen ist, sowie die Produktion von Präzisionsinstrumenten und Messgeräten. Auch die chemische Industrie ist in Bern vertreten mit der – aus dem vom Schweizerischen Roten Kreuz in Bern 1949 errichteten Zentrallaboratorium Blutspendedienst entstandenen – CSL Behring, der aus dem Schweizerischen Serum- & Impfinstitut Bern (Berna) hervorgegangenen, seit 2006 zur holländischen Crucell gehörenden Berna Biotech und der Galenica.
Bern ist zudem bekannt als Herstellungsort der Schokolade Toblerone, die von der Chocolat Tobler AG neben anderen Schokoladeprodukten von 1908 bis 1984 im Länggassquartier hergestellt worden war. Von der Tobler AG ist nur die Toblerone übrig geblieben, die von Mondelēz International in Bern-Brünnen mit einer Belegschaft von rund 220 Personen produziert und zum grössten Teil exportiert wird. Die ehemalige Toblerfabrik in der Länggasse beherbergt seit 1993 die «Unitobler», einen Teil der Universität Bern.
Ebenfalls ein Unternehmen aus der Stadt Bern ist die Wander AG, die seit 1904 das Getränk Ovomaltine – im englischen Sprachraum Ovaltine genannt – herstellt. Seit 2002 ist die Wander AG eine Tochtergesellschaft des britischen Nahrungsmittelkonzerns Associated British Foods und hat ihren Sitz in Neuenegg.
Der Bankensektor ist neben den Filialen der Grossbanken mit einigen lokalen Banken vertreten; die 1834 gegründete Berner Kantonalbank war die erste Kantonalbank der Eidgenossenschaft. In Bern befindet sich die staatliche Münzprägeanstalt, in der alle Schweizer Münzen geprägt werden.
Mit der BX Swiss, welche heute zur Börse Stuttgart gehört, hat auch eine Wertpapierbörse ihren Hauptsitz in der Stadt.

#### Tourismus
| Jahr | Übernachtungen | Auslandsgäste |
| ---- | -------------- | ------------- |
| 2010 | 711'835        | 52 %          |
| 2011 | 727'407        | 51 %          |
| 2012 | 724'786        | 52 %          |
| 2013 | 748'204        | 52 %          |
| 2014 | 754'916        | 55 %          |
| 2015 | 747'888        | 57 %          |
| 2016 | 741'822        | 55 %          |
| 2017 | 748'614        | 56 %          |
| 2018 | 827'888        | 57 %          |
| 2019 | 824'130        | 58 %          |
| 2020 | 352'445        | 37 %          |
| 2021 | 506'398        | 36 %          |
| 2022 | 814'755        | 50 %          |

Bern ist eines der meistbesuchten Zentren des nationalen und internationalen Städtetourismus. Laut einem Bericht des BAK Basel Economics, einer Basler Arbeitsgruppe für Konjunkturforschung, aus dem Jahr 2008 liegt Bern im Vergleich 43 internationaler Städtedestinationen unter den besten zehn.
Bern gehört zudem gemäss dem Städteranking der Unternehmensberatung Mercer zu den zehn Städten mit der höchsten Lebensqualität weltweit.
Im Jahr 2007 wurden 665'104 Übernachtungen in Hotelbetrieben verzeichnet. Ausländische Gäste machen etwa 59 Prozent der Übernachtungen aus. An erster Stelle stehen Gäste aus Deutschland mit rund 30 Prozent der Übernachtungen ausländischer Besucher, danach folgen Gäste aus den Vereinigten Staaten mit 9 Prozent, dem Vereinigten Königreich und Italien mit je 6 Prozent und Frankreich mit 5 Prozent. Die durchschnittliche Bettenbesetzung in den Jahren 2006 bis 2008 betrug 56 Prozent der vorhandenen Betten. Die meisten Gäste werden in den Monaten Juni bis August gezählt. Der Einbruch ab 2020 bei den Übernachtungen ist auf die Covid-19-Pandemie zurückzuführen.
Die Stadt Bern ist mit 44 Prozent an dem Tourismusmarketingunternehmen Bern Welcome beteiligt.

#### Medien
Bern hat zwei Tageszeitungen, die Berner Zeitung und den Bund, sowie das einmal wöchentlich erscheinende Gratisblatt Bärnerbär. Bemerkenswert ist, dass beide Tageszeitungen zur zürcherischen TX Group gehören, bis Ende 2016 auch der Bärnerbär. Das offizielle amtliche Publikationsorgan der Stadt und Region Bern war bis Ende 2023 der Anzeiger Region Bern. Es erschien jeden Mittwoch (zuvor auch freitags) und wurde an alle Haushalte, Unternehmen und Verwaltungen kostenlos verteilt.
In Bern befindet sich eines der vier Hauptstudios von Schweizer Radio und Fernsehen. Im Studio Bern werden die wichtigsten Radio-Informationssendungen wie die stündlichen Nachrichten und die täglichen Sendungen «Heute Morgen», «Rendez-vous», «Tagesgespräch», «Echo der Zeit» und «Info 3» und auch alle Sportsendungen hergestellt, ebenso wie die wöchentlichen Hintergrundsendungen «Samstagsrundschau», «International», «Trend» und die Sondersendungen zum Beispiel zu Abstimmungen und Wahlen. Ausserdem wird hier das Regionaljournal für die Region Bern-Freiburg-Wallis produziert.
Im Weiteren existieren drei private regionale Radiosender, Energy Bern, Radio Bern 1 und Radio RaBe, sowie der Regionalfernsehsender TeleBärn.
Seinen Hauptsitz in der Stadt Bern hat auch das Webradio Radio Blind Power, das von blinden, sehbehinderten und sehenden Jugendlichen produziert und betrieben wird und sich für die Integration von blinden und sehbehinderten Menschen einsetzt.

### Verkehr

#### Öffentlicher Verkehr

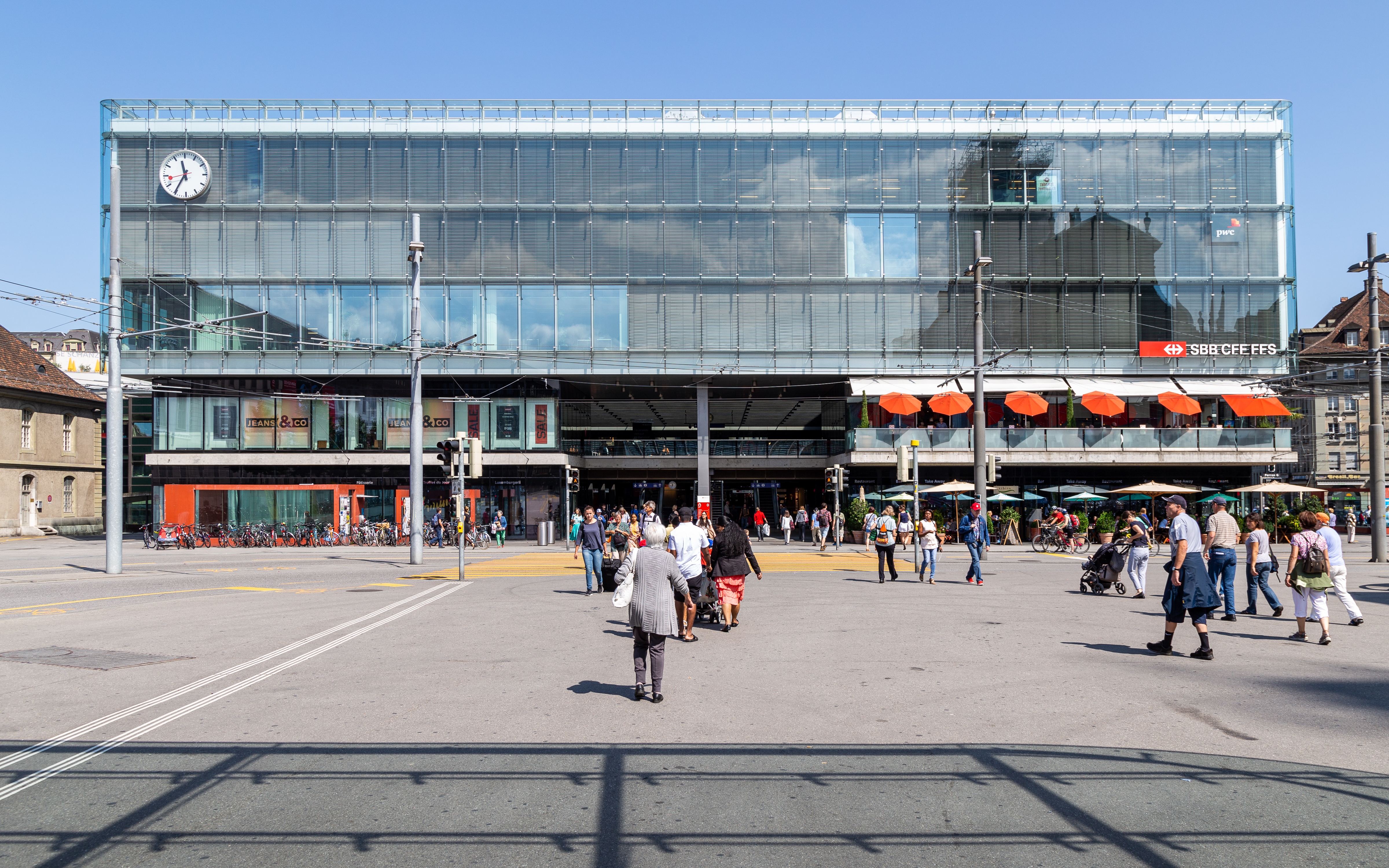
Hauptbahnhof Bern

Streckennetz der S-Bahn Bern

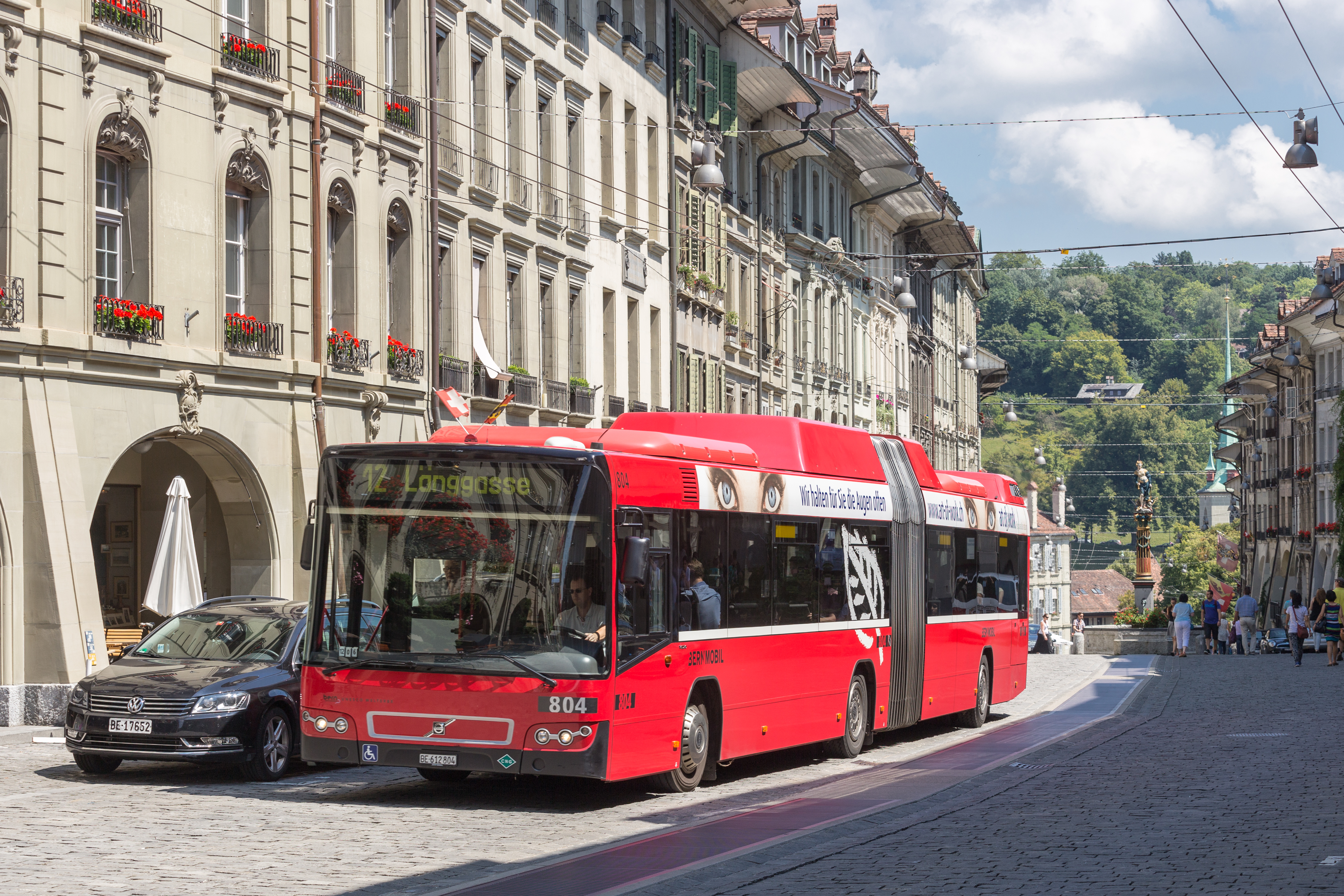
Mit Erdgas betriebener Bus in der Altstadt

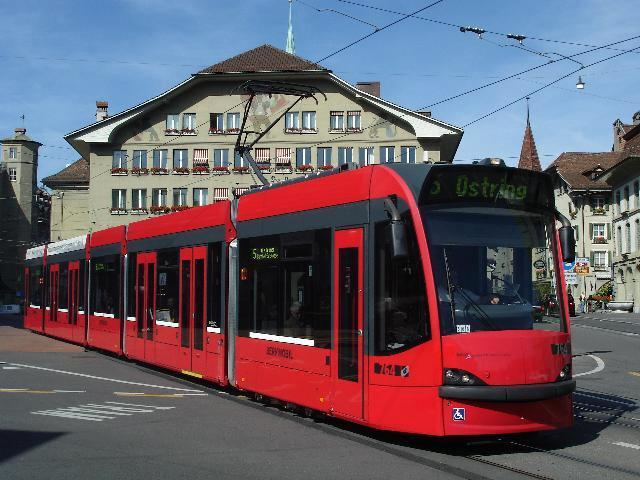
Tram der Baureihe Siemens Combino von Bernmobil

Der Berner Hauptbahnhof ist ein bedeutender Eisenbahn- und Busknotenpunkt. Er erzielt nach dem Zürcher Hauptbahnhof mit 150'000 Bahnreisenden pro Tag die schweizweit höchste Benutzerfrequenz. Auf zwölf normalspurigen Hauptgeleisen (Geleise 1–10, 12 und 13) werden die Züge aus der gesamten Schweiz und viele internationale Züge wie EuroCity und ICE abgefertigt; angeschlossen als Kopfbahnhof ist der RBS-Tiefbahnhof mit vier meterspurigen Geleisen (Geleise 21–24).
Ausser dem Hauptbahnhof gibt es auf Berner Gemeindegebiet mehrere kleine, zum Teil alte Bahnhöfe, die als Haltestellen der S-Bahn dienen: Felsenau (RBS), Tiefenau (RBS), Wankdorf, Europaplatz (SBB und GBS), Stöckacker, Bümpliz Nord, Bümpliz Süd, Bern-Brünnen (direkt neben dem Westside-Einkaufszentrum), Riedbach, und Weissenbühl.
Die S-Bahn Bern verbindet die Stadt durch 13 Linien mit Thun, dem Emmental, Biel, Solothurn, Neuenburg, Freiburg und Schwarzenburg und der weiteren Agglomeration. Die S-Bahn wird von der BLS AG und dem Regionalverkehr Bern–Solothurn (RBS) betrieben. Letzterer betreibt auch die Bahnstrecke Bern–Worb Dorf.
Sowohl die Gurtenbahn von Wabern auf den Gurten wie die Marzilibahn, die als rentabelste Kleinbahn der Schweiz gilt, sind privat, ebenso der Mattelift im Volksmund auch als Senkeltram bekannt.
Das städtische Verkehrsnetz von Bernmobil verbindet das Stadtzentrum mit den Aussenbezirken und den Vororten. Es umfasst die fünf Linien der Strassenbahn, die drei Linien des Trolleybus Bern sowie fünfzehn Autobuslinien. Der zentrumsnahe Verkehr wird dabei überwiegend von Bernmobil abgewickelt. Der Busverkehr in die weitere Agglomeration wird von Postautolinien und vom RBS abgedeckt.
Im Norden von Bern gibt es zwei privat betriebene Personenfähren über die Aare von und zur Engehalbinsel: die Fähre Reichenbach–Engehalbinsel die über die Gemeindegrenze nach Unterzollikofen führt, und die Fähre Zehendermätteli–Bremgarten in Bremgarten. Die Fähre Bodenacker bei der Elfenau liegt bereits nicht mehr auf dem Gebiet der Stadt Bern, sondern überquert die Aare bei der Gürbemündung von Muri nach Kehrsatz, wird von der Stadt jedoch mitfinanziert, gleich wie die Fähre Reichenbach und die Fähre Zehendermätteli–Bremgarten.
Das öffentliche Veloverleihsystem in der Stadt Bern wurde 2018 eingeführt und wird von Publibike betrieben. Zudem wurde im November 2020 die Bewilligung an die zwei E-Scooter-Verleihsysteme Tier und Voi erteilt.

#### Veloverkehr
Der Veloverkehr in Bern hatte 2015 einen Anteil von 15 % an der Verkehrsmittelwahl, gemessen als Anteil der Wege als Hauptverkehrsmittel. Die Stadt plant die Schaffung eines sternförmigen Netzes an Velohauptrouten, welche das Stadtzentrum mit der Agglomeration verbinden. Die Velohauptrouten werden entlang von Hauptverkehrsachsen geführt, werden wenn möglich baulich von der Autofahrbahn abgetrennt und, gegenüber normalen Velostreifen, mit einer höheren Minimalbreite von 1,80 Metern und einer höheren angestrebten Breite von 2,50 Metern realisiert. Stand 2020 sind die beiden Hauptrouten Bern–Wankdorf und Bern–Köniz realisiert, weiter wurden Etappen der Hauptroute Bern–Ostermundigen umgesetzt.

#### Strassenverkehr
Die Stadt Bern besitzt seit den 1970er Jahren eine Autobahnumfahrung, die den innerstädtischen Autoverkehr entlastet und Anschlüsse an alle wichtigen Schweizer Autobahnen hat. Die A1 verbindet Bern mit Genf und Zürich, die A12 mit Freiburg und Lausanne und die A6 mit Biel und Thun. Auf Stadtautobahnen sind zwischen 60 und 100 km/h, in der Stadt Bern maximal 80 km/h erlaubt. Bern ist Knotenpunkt der Hauptstrassen 1, 6, 10 und 12.
Beginnend im Norden von Bern wird ab Oktober 2022 schrittweise ein neues Verkehrsmanagementsystem eingeführt. Neben zahlreichen Tempo-30-Zonen in den Quartieren wird vermehrt auch auf den Hauptstrassen die zulässige Höchstgeschwindigkeit auf 30 km/h bzw. 20 km/h reduziert. Bis 2025 wird Tempo 30 auf den meisten städtischen Strassen eingeführt und die Hälfte der rund 17'000 öffentlichen Autoparkplätze aufgehoben sowie die bestehenden verteuert. Auch die Gassen in der unteren Altstadt sollen vom ruhenden Verkehr entlastet werden. Bisher gibt es mehr als 150 kleine und drei grossflächige Begegnungszonen in der Stadt Bern. Daneben gibt es zwei Velostrassen, welche zuerst als Pilotprojekt vom Bundesamt für Strassen errichtet wurden. Zudem finden seit 2014 in der Regel jährlich autofreie Sonntage auf einzelnen Strassenabschnitten statt. Im Oktober 2022 hat der Gemeinderat Einsprache gegen den Ausbau der Autobahn im Grauholz erhoben. Ein autofreier Bahnhofplatz wurde bisher zweimal an der Urne verworfen, zuletzt mit 51 Prozent Nein-Stimmen im Jahr 2009 allerdings nur noch ganz knapp. Ein «autoarmer Bahnhofplatz» sei weiterhin das Ziel des Gemeinderats.

#### Flugverkehr

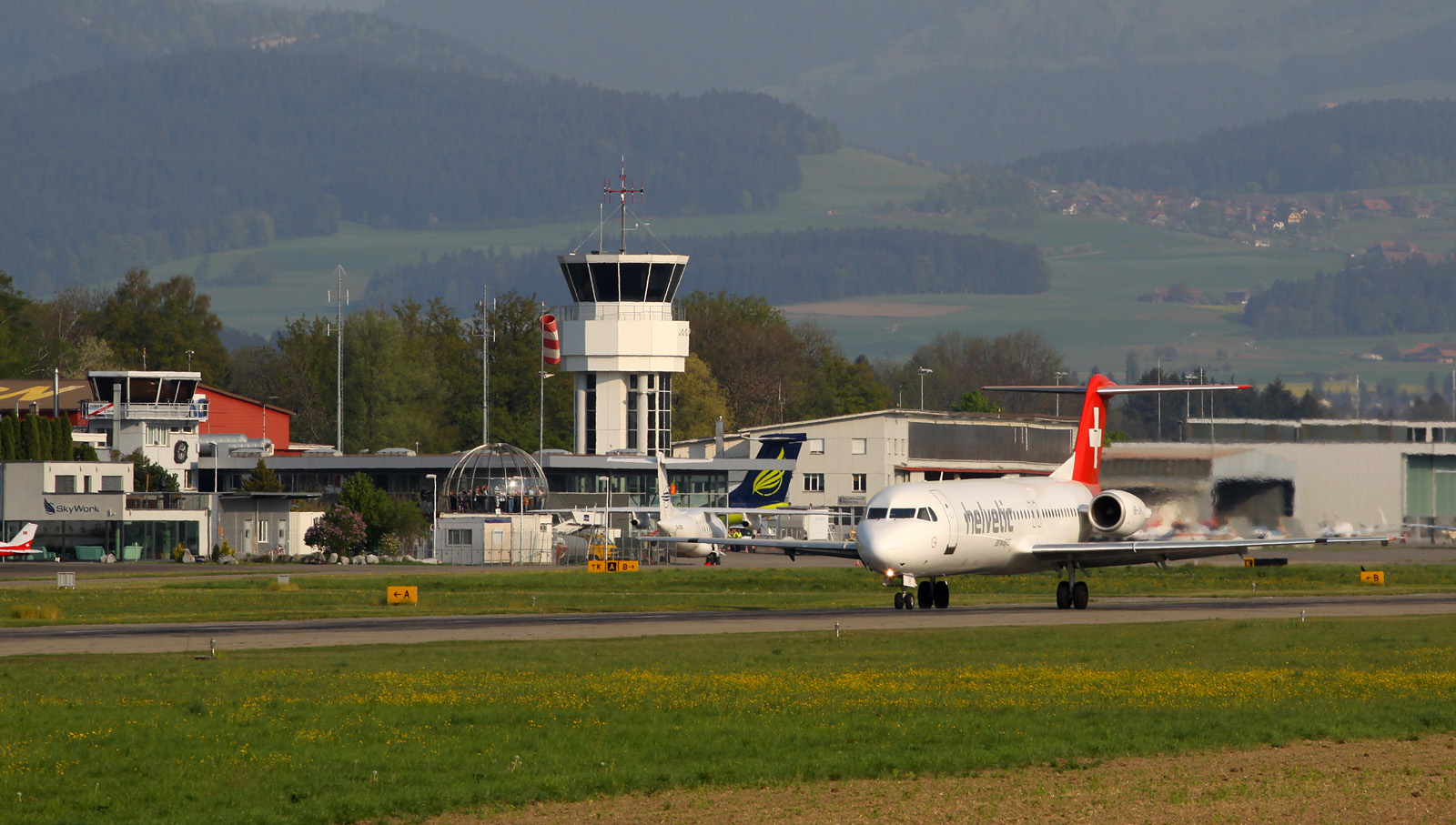
Flughafen Bern-Belp

Der 1929 eröffnete Flughafen Bern-Belp liegt weniger als zehn Kilometer südöstlich vom Stadtzentrum Berns in der Gemeinde Belp. Er ist mit der Buslinie 160 vom Bahnhof Belp oder mit dem Auto von der A6 erreichbar.
Der Lufttransportdienst des Bundes, welcher der Luftwaffe untersteht, ist in Bern-Belp stationiert. Er unterhält eine Flotte von Flugzeugen und Helikoptern für den Bundesrat und das Bundesamt für Zivilluftfahrt.
Linienverkehr findet seit dem Konkurs im Sommer 2018 der in Bern ansässigen Fluggesellschaft SkyWork Airlines nicht mehr statt. Air Engiadina (später umbenannt in Swisswings) hatte von 1992 bis zu deren Konkurs 2002 Bern bedient. Die Swiss hatte sich 2003 zurückgezogen. Mehrere kleine Fluggesellschaften gaben kürzere Gastspiele.

### Öffentliche Versorgung

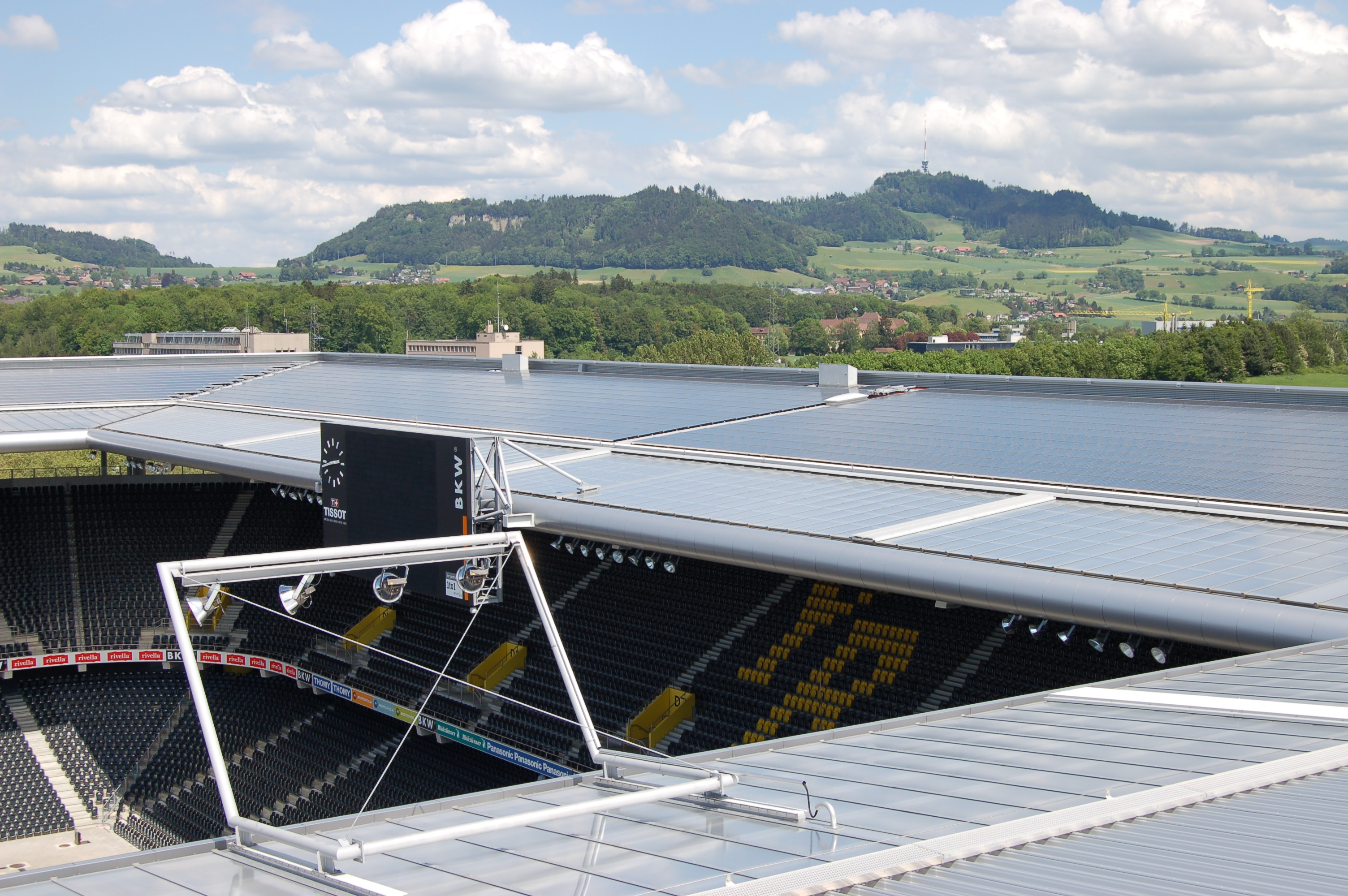
Wankdorfstadion, Solardach

Die Energie- und Wasserversorgung sowie die Kehrichtverwertung der Stadt Bern werden von Energie Wasser Bern (ewb), einem öffentlich-rechtlichen Unternehmen in Besitz der Stadt Bern, wahrgenommen. ewb versorgt die Stadt als Partnerin der Wasserverbund Region Bern AG über ein 388 Kilometer langes Versorgungsnetz mit rund 14 Millionen Kubikmetern Trinkwasser. Das Wasser stammt zu 81,4 Prozent aus Grundwasser und zu 18,6 Prozent von Quellen aus dem Emmental, dem Aaretal, aus Kiesen und aus Schwarzenburg.
Zwischen 1914 und 1954 wurde der gesamte in der Stadt Bern anfallende Haus- und Strassenkehricht zu den Anstalten Witzwil geliefert und von den Insassen in wieder verwertbare, zu verbrennende und zu deponierende Bestandteile sortiert. Im August 1954 wurde die erste Kehrichtverbrennungsanlage (KVA) in Bern in Betrieb genommen.
Das Abwasser wird in der ARA Region Bern geklärt, bevor es in die Aare fliesst.
Die beiden Wasserkraftwerke Felsenau und Matte, die Energiezentrale Forsthaus und weitere kleinere Produktionsanlagen erzeugen vor Ort einen Teil der Elektrizität, die in der Stadt Bern verbraucht wird. Im Übrigen wird die Elektrizitätsversorgung der Stadt Bern über zwei 220-kV-Zuleitungen sichergestellt. 84 Prozent des Energieverbrauchs der Stadt werden durch Erdöl, Erdgas und Uran gedeckt (Stand 2009). Die BKW Energie betreibt auf dem Dach des 2005 eröffneten Stadions Wankdorf das weltweit grösste in ein Stadion integrierte Solarkraftwerk.

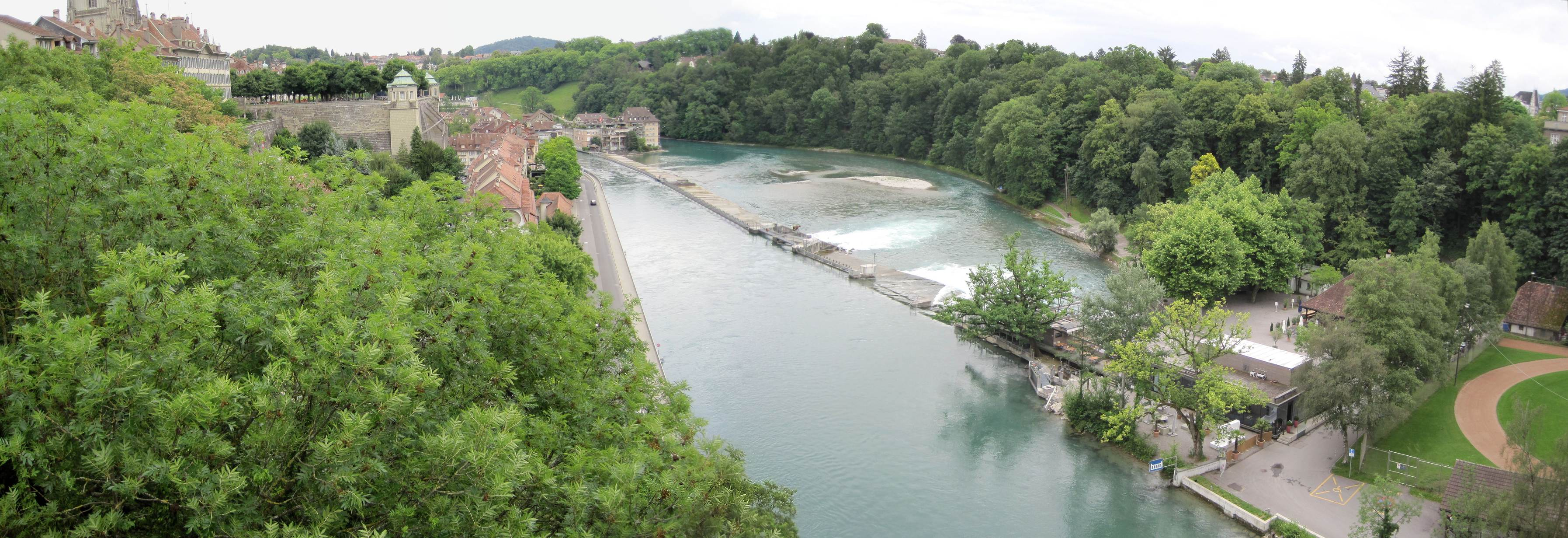
Mattenschwelle und Wasserkraftwerk Matte

Die Mattenschwelle leitet ca. 40 m3/s Wasser aus der Aare in das Wasserkraftwerk Matte, das eine elektrische Leistung von 1,1 MW erzeugt.
Der Trägerverein «Energiestadt» hat die Stadt Bern bereits 1998 mit dem gleichnamigen Label, dem Leistungsausweis für eine konsequente und zukunftsorientierte Energiepolitik, ausgezeichnet. Seit 2010 ist die Stadt Bern zudem mit dem European Energy Award Gold prämiert, dem höchsten Zertifikat für nachhaltige Klimapolitik, das auf europäischer Ebene vergeben wird.
Es gibt seit über 200 Jahren sowohl freiwillige Feuerwehren (die Milizfeuerwehren Nachtwache und Brandcorps) und seit über 100 Jahren eine Berufsfeuerwehr in Bern. Bern kann auf die Feuerwehrpflicht bzw. die Feuerwehrersatzabgabepflicht verzichten. Seit 1. Januar 2020 bilden die Berufsfeuerwehr, beide Milizfeuerwehren (Freiwillige Feuerwehr), die Sanitätspolizei Bern, die Zivilschutzorganisation Bern plus und das Katastrophenmanagement die neue Abteilung Schutz und Rettung Bern mit insgesamt 300 Berufs- und 1'000 Milizeinsatzkräften.

### Bildung und Forschung

#### Schulsystem
Die Volksschulen in der Stadt Bern werden von Stadt und Kanton Bern gemeinsam getragen. Die Aufsicht über die Kindergärten und Schulen haben die Schulinspektorate, beauftragt durch die Erziehungsdirektion des Kantons Bern. Die Schulen sind in sechs Schulkreise aufgeteilt.

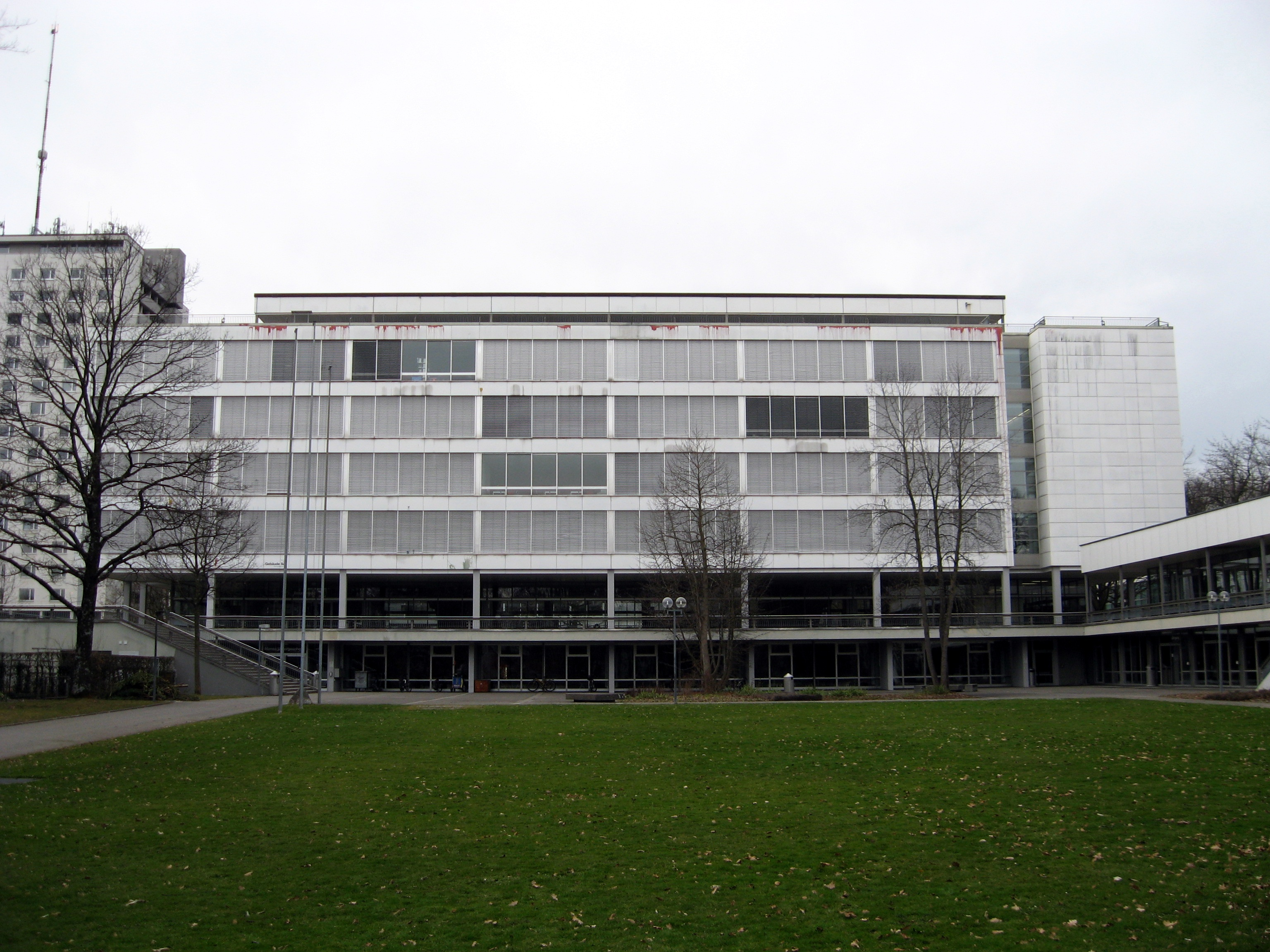
Gymnasium Neufeld

Der Besuch eines Kindergartens ist in der Stadt Bern seit 2013 obligatorisch und dauert zwei Jahre.
Die obligatorische Schulzeit beträgt neun Jahre. Sechs davon sind Primarschule, drei Jahre Sekundarstufe I, die in Real- und Sekundarschule aufgeteilt ist und für die es drei verschiedene Modelle gibt. Vom dritten Schuljahr an wird Französisch als erste Fremdsprache unterrichtet, ab dem fünften Schuljahr lernen die Schüler Englisch. Für Kinder mit Lernschwierigkeiten bestehen verschiedene Klein- und Sonderklassen. Neben den öffentlichen Schulen bestehen in Bern mehrere private, zum Teil staatlich subventionierte Schulen.
Der Übertritt in die Mittelschule oder Sekundarstufe II erfolgt nach dem achten oder neunten Schuljahr. Das Gymnasium dauert vier Jahre und wird mit der Maturität abgeschlossen. Es gibt in Bern zwei öffentliche Gymnasien, das Gymnasium Kirchenfeld und das Gymnasium Neufeld, sowie das private Freie Gymnasium und drei weitere private Schulen, die Gymnasialklassen führen.

#### Hochschulen und Forschung

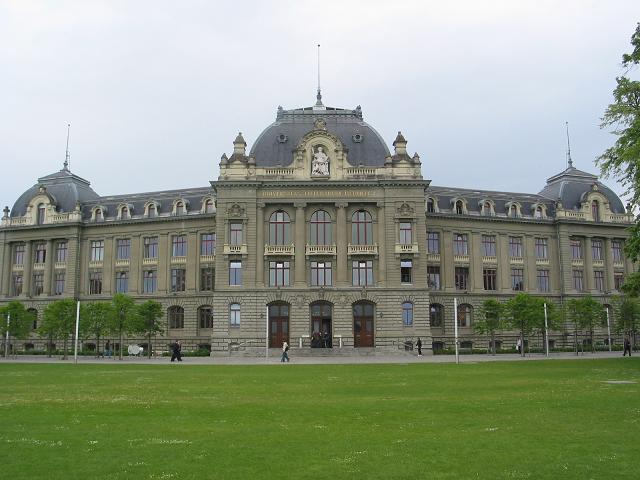
Hauptgebäude der Universität

Die 1834 gegründete, kantonale Universität Bern ist mit rund 18'500 Studierenden (Herbstsemester 2019) die viertgrösste universitäre Hochschule der Schweiz und bietet als klassische Volluniversität in acht Fakultäten ein grosses Angebot von Studiengängen an. Zudem besitzt Bern eine Universitätsklinik, das Inselspital. Ebenfalls von der Universität Bern betrieben wird der Botanische Garten Bern. Die Universitätsbibliothek in der Altstadt hat einen Bestand von über zwei Millionen Büchern und Medien.
International bekannt wurde die Universität Bern unter anderem
- durch die erste Habilitation einer Frau 1898, der Philosophin Anna Tumarkin, Europas erster Professorin, die das Recht hatte, Doktoranden und Habilitanden zu prüfen und im Senat der Universität Einsitz zu nehmen;
- durch Emil Theodor Kocher, Dozent an der Medizinischen Fakultät der Universität Bern, der 1909 als erster Chirurg den Nobelpreis für Medizin erhielt;
- und durch Walter Benjamin, der an der Berner Universität 1919 über den «Begriff der Kunstkritik in der deutschen Romantik» promovierte.

In der Stadt Bern befinden sich mehrere Departemente der dezentralen staatlichen Berner Fachhochschule, an der rund 5000 Personen studieren; so die Fachbereiche Wirtschaft und Verwaltung, Gesundheit, Soziale Arbeit und die Hochschule der Künste Bern.
Der Universität angegliedert ist die Pädagogische Hochschule, weitere Berufsschulen sind die Swiss Jazz School, die grösste Berufsschule der Schweiz, die Gewerblich Industrielle Berufsschule, und die Wirtschaftsinformatikschule Schweiz.
Seit 2002 besteht der Verein zur akademischen Förderung Swissuni – Universitäre Weiterbildung Schweiz.

## Kultur

### Kinos
In Bern befinden sich zahlreiche Kinos. Neben kommerziell agierenden Häusern gibt es diverse Programmkinos. Das Kino Rex zeigt monatliche Retrospektiven zu internationalen Persönlichkeiten und Premieren von sogenannten Independentproduktionen. In der Altstadt kann man das Kellerkino finden, das mit dem Kino Rex kooperiert und die dort gezeigten Premieren später in das Programm nimmt. Das Lichtspiel / Kinemathek verbindet eine Art Museum mit einem Kino und einer Kinemathek.
Mit knapp 33'000 Besuchern war das US-amerikanische Survival-Abenteuer «The Revenant» in der Stadt Bern der grösste Kinoerfolg des Jahres 2016. Beinahe 28'000 Besucher lockte der zweiterfolgreichste Animationsfilm «The Secret Life of Pets» in die Berner Kinosäle. «Zootropolis» (auch «Zootopia», «Zoomania»), ein Animationsfilm aus dem Hause Disney, war der drittmeist besuchte Film in den Berner Kinos.

### Museen und Galerien

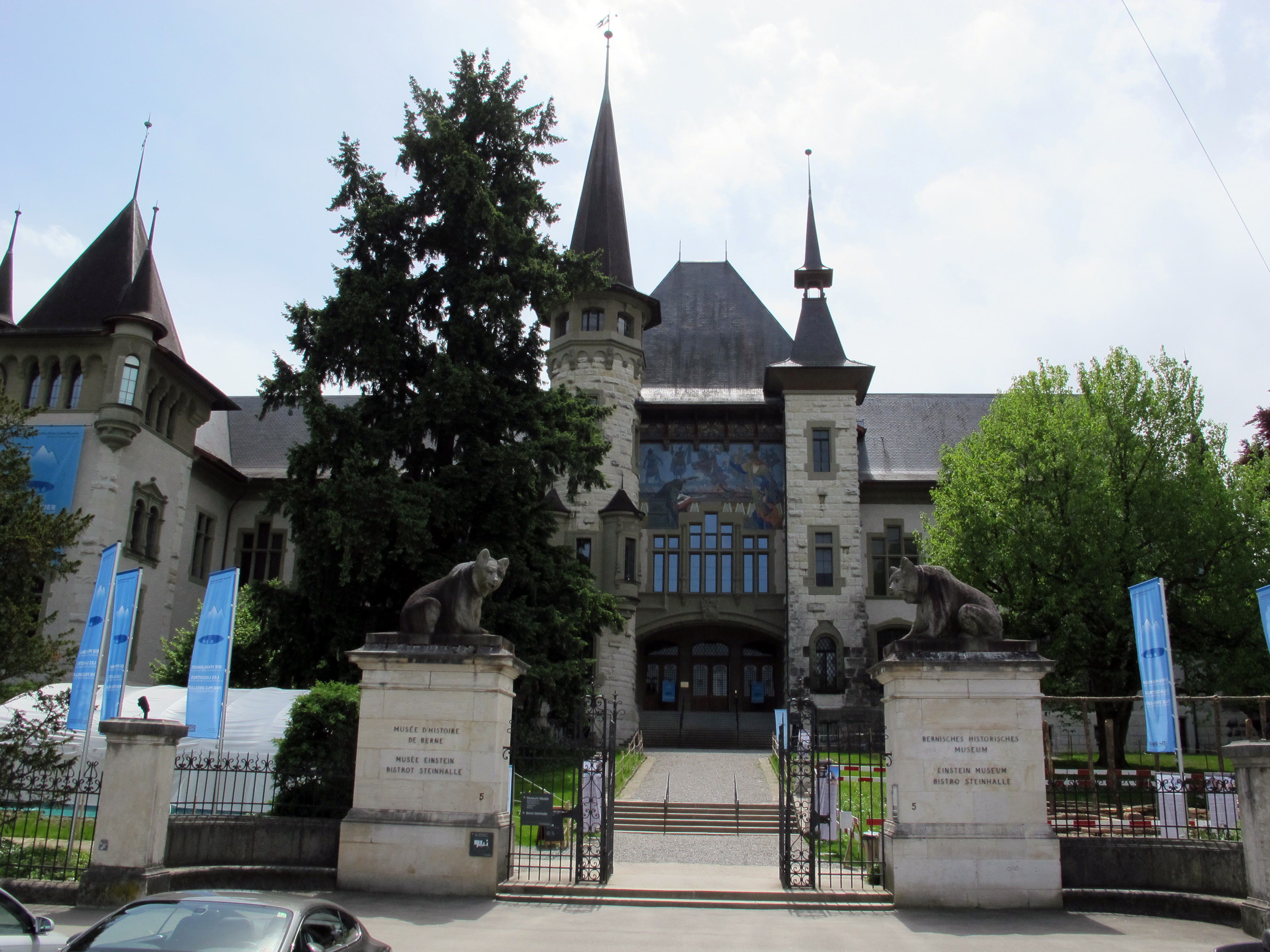
Historisches Museum

Bern hat viele Museen, die sich auf die ganze Stadt verteilen. Im Zentrum an der Hodlerstrasse befindet sich das 1879 eröffnete Kunstmuseum, das Werke aus acht Jahrhunderten beherbergt. In unmittelbarer Nähe befindet sich der «Progr», das erste Gymnasium und spätere Progymnasium Berns, das heute als Ausstellungs- und Veranstaltungsort dient.

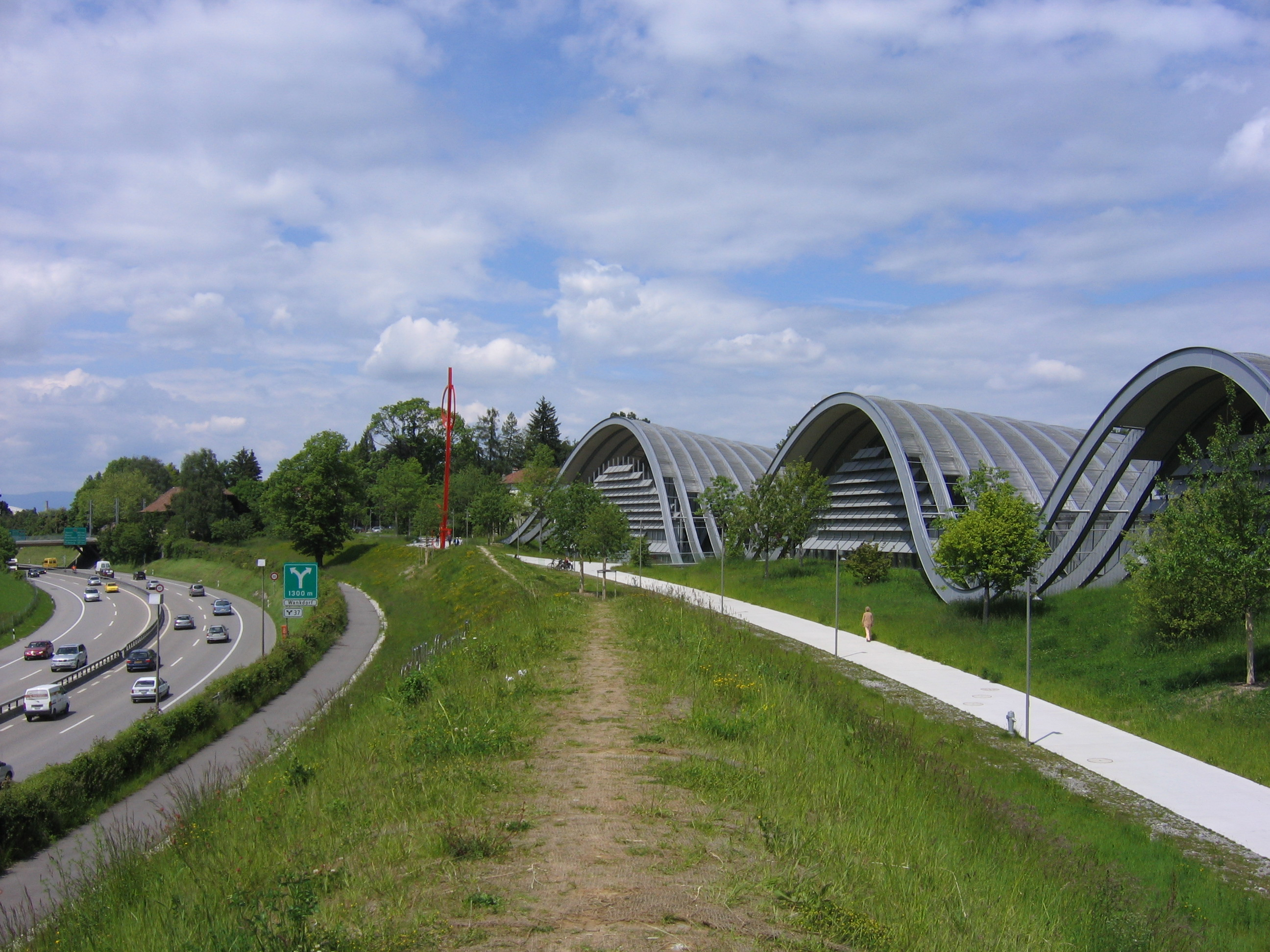
Zentrum Paul Klee, Architekt: Renzo Piano

Im Kirchenfeld beim Helvetiaplatz liegen das ursprünglich als Landesmuseum geplante Historische Museum, das neben seiner Sammlung auch Wechselausstellungen zeigt und 2005 das Einstein Museum eingerichtet hat, das Schweizerische Alpine Museum und die Kunsthalle, die mehrere der Gegenwartskunst gewidmete Einzel- und Gruppenausstellungen pro Jahr zeigt. Nicht weit davon entfernt sind das Museum für Kommunikation und das der Burgergemeinde gehörende Naturhistorische Museum mit seiner Dioramenschau.
Weit ausserhalb der Innenstadt an der Autobahn A6 befindet sich das im Juni 2005 eröffnete, von Renzo Piano entworfene Zentrum Paul Klee, das mit rund 4000 Werken des mit Bern eng verbundenen Malers Paul Klee eines der grössten Künstlermuseen bildet.
Die zahlreichen Kunstgalerien befinden sich mehrheitlich in der Altstadt. Mit der Galerie Kornfeld hat Bern ein Auktionshaus für schweizerische und internationale Kunst.
Ebenfalls in der Altstadt, an der Kramgasse 49, befindet sich das Einsteinhaus. In der Wohnung im zweiten Stock, die Albert Einstein und seine erste Frau Mileva Marić von 1903 bis 1905, dem annus mirabilis, bewohnten, wurde ein Museum eingerichtet.

### Theater

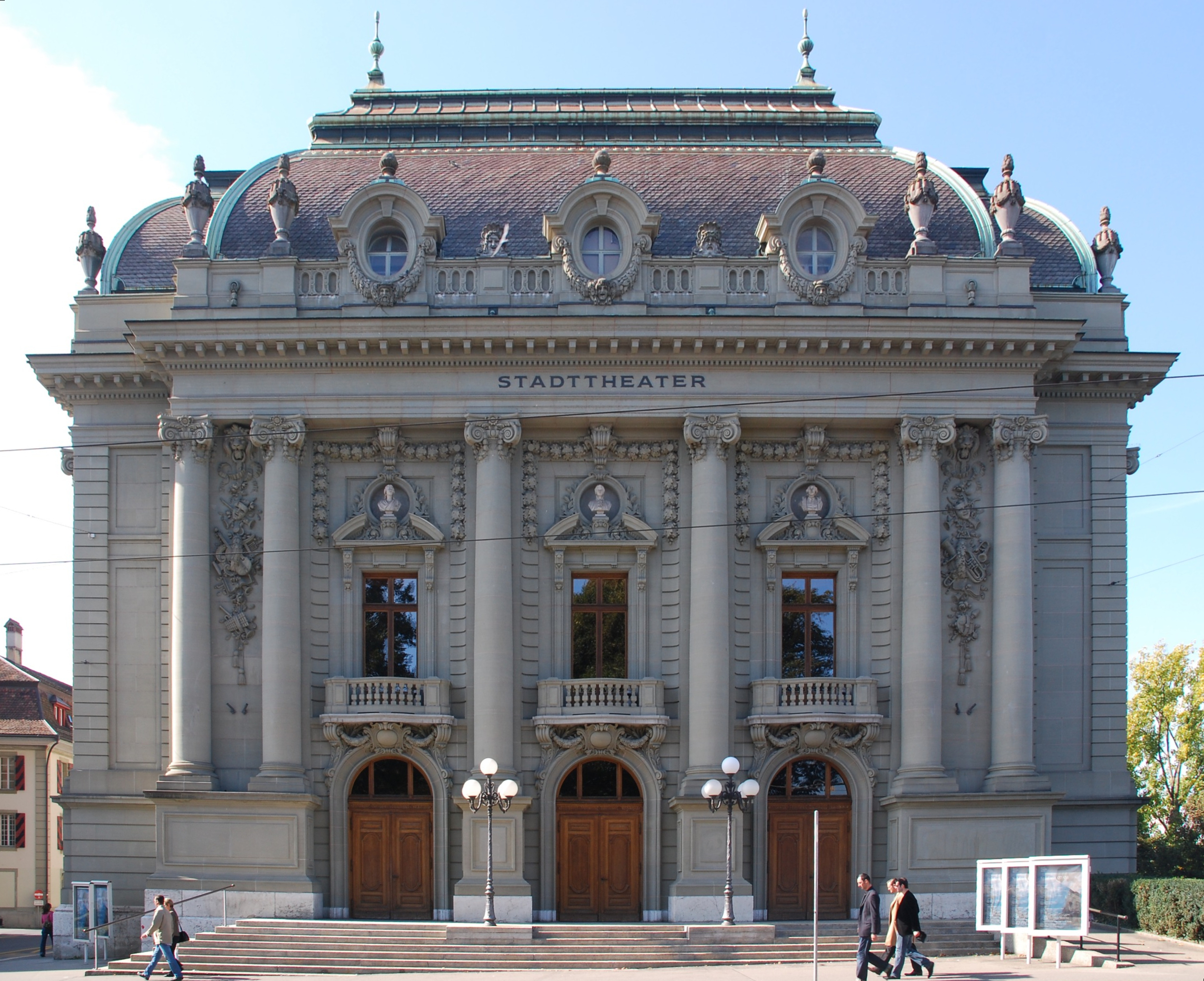
Stadttheater Bern

Das Stadttheater Bern ist ein vom Kanton, von der Stadt und den umliegenden Gemeinden subventioniertes Ensembletheater, das Aufführungen in allen drei Sparten, Schauspiel, Musiktheater und Ballett, bietet. Seit 2007 hat das Theater am Kornhausplatz eine zweite Spielstätte in einer stillgelegten Fabrik, in den Vidmarhallen in Bern-Liebefeld.
Das Theater an der Effingerstrasse ist ein Kammerspieltheater, das jährlich etwa 200 Aufführungen zeigt. Im ehemaligen Schlachthof befindet sich seit 1998 das Schlachthaus Theater Bern, ein mit öffentlichen Geldern subventioniertes Gastspieltheater für die freie Theaterszene der Schweiz. Die ehemalige Dampfzentrale im Marzili ist ein Kulturzentrum für zeitgenössischen Tanz und zeitgenössische Musik. Auch die Reitschule hat ein Theater, das Theater Tojo.
In der Altstadt befinden sich mehrere Klein- und Kellertheater, darunter das Berner Puppentheater, und mit dem Theater am Käfigturm hat Bern auch ein Boulevardtheater.

### Musik
Das 1877 gegründete Berner Symphonieorchester ist das Stadtorchester von Bern. Dem Orchester, das sowohl als Symphonieorchester im Kultur Casino wie auch als Opernorchester im Stadttheater auftritt, gehören rund 100 Musiker an. Kleiner ist das Berner Kammerorchester, das sich der älteren und neueren klassischen Musik annimmt und an verschiedenen Aufführungsorten in der Stadt auftritt. Die aus 14 ausgebildeten Solisten bestehende Camerata Bern gehört zu den führenden Kammerorchestern Europas; das seit 1981 bestehende Berner Quintett I Salonisti hat mit seinem Auftritt als Bordorchester im Film Titanic Weltberühmtheit erlangt.
Der Jazz ist in Bern gut vertreten. Im Hotel Innere Enge befindet sich der Jazzclub «Marians Jazzroom», die «Mahogany Hall» existiert schon seit 1968, der Verein BeJazz hat seit 2007 in den Vidmarhallen ein Clublokal.
Bern ist bekannt für seinen Mundartrock, der auf die berndeutschen Chansons der 1960er-Jahre (u. a. von Mani Matter) zurückgeht. Bekannte Berner Rockmusiker und Bands sind bzw. waren Polo Hofer, Patent Ochsner, Span, Gölä, Stephan Eicher und Züri West. Auch der Liedermacher Roland Zoss ist dieser Szene zuzuordnen.
Zudem gibt es in der Stadt Bern eine grosse Anzahl Chöre mit verschiedenen Repertoires von volkstümlich bis klassisch; weit über die Stadtgrenzen hinaus bekannt ist zum Beispiel der Berner Kammerchor oder die Berner Kantorei.

### Kulturzentren
Die Stadt Bern verfügt unter anderem über das alternative Kulturzentrum Reithalle, die Dampfzentrale Bern (Kulturzentrum für zeitgenössischen Tanz und Musik), das Progr Kulturzentrum und das Jugendzentrum Gaskessel.

### Tierpark
In Bern gibt es seit 1936 den Tierpark Dählhölzli mit der Aussenstelle BärenPark am Bärengraben, wo in einem grossen Aussengelände gegenwärtig drei Braunbären als Berner Wappentiere leben.

### Festivals

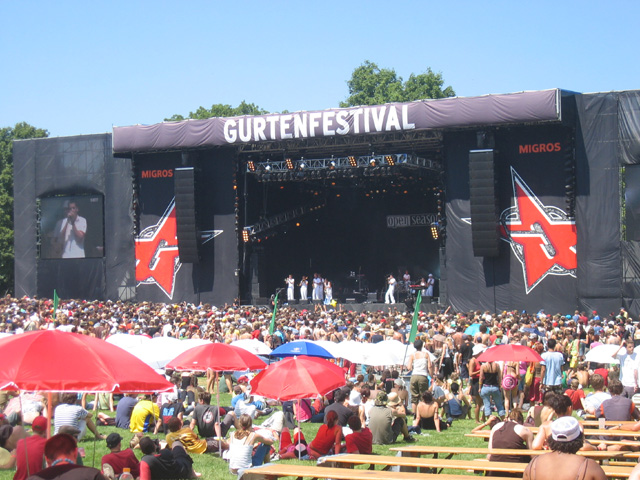
Hauptbühne des Gurtenfestivals

Das bekannteste Festival ist das Gurtenfestival, das seit 1977 auf dem Gurten stattfindet. Das Festival, bei dem internationale Musikstars auftreten, wird von Zehntausenden besucht und zählt zu den grössten der Schweiz.
Ebenfalls im Sommer gibt es das Strassenmusikfestival Buskers und ein Gratis-Outdoor-Festival von BeJazz in der Altstadt. Im Herbst werden das Internationale Kurzfilmfestival shnit (shnit International Shortfilmfestival), im Spätherbst das lesbisch-schwule Filmfestival «Queersicht» sowie alternierend mit dem Musikfestival die Biennale Bern veranstaltet. Im Winter organisiert der Verein BeJazz ein Jazzfestival. Im Frühling finden das Internationale Jazzfestival Bern, das schweizerische Theaterfestival für zeitgenössisches Theater «Aua wir leben», alle zwei Jahre das Musikfestival Bern sowie das SonOhr Hörfestival statt.
Das aus dem Umfeld des Magazins Reportagen heraus entstandene Reportagen Festival fand 2019 zum ersten Mal statt. Eine Fortführung der als alljährlich konzipierten international besetzten Veranstaltung wurde zunächst pandemiebedingt vertagt.

### Volksfeste
Jährlich am vierten Montag im November findet in Bern der «Zibelemärit» statt; auf diesem Markt werden traditionell vor allem Zwiebeln verkauft, rund 30 Tonnen an über 600 Marktständen. Durch Besucher, die schon früh am Morgen anreisen, und eine ausgelassene Stimmung durch Konfetti und Plastik-Hämmerchen, mit denen die Kinder den Erwachsenen auf den Kopf schlagen, erhält der Zibelemärit den Charakter eines Volksfestes. Der Zibelemärit zählt zu den ältesten Jahrmärkten der Schweiz und ist der grösste Markt in Bern.
Seit 1957 findet jeweils an einem Mittwoch nach den Eisheiligen der Berner «Granium-Märit» (Geranium-Markt) statt. Im Jahr 1982 wurden insgesamt 19'949 Geranien verkauft. 1984 wurde die Stadt Bern vom europäischen Wettbewerb Entente Florale Europe zur «schönsten Blumenstadt Europas» gewählt. Seit 1997 wird am Berner Geranium-Markt im Rahmen des Wettbewerbs «Bern in Blumen» ein «Geraniumkönig» gewählt.
Zu den weiteren Märkten in Bern zählen unter anderem der «Bäremärit» (Bärenmarkt), der Gemüse-, Früchte- und Blumenmarkt, der jeden Dienstag und Samstag unter anderem auf dem Bundesplatz stattfindet, und der Weihnachtsmarkt.
Seit 1982 findet im Frühjahr in der Berner Altstadt mit über 50'000 Besuchern die drittgrösste Fasnacht der Schweiz statt. Der Berner Fasnachtsauftakt beginnt am 11. November um 11:11 Uhr auf dem Bärenplatz. Zu diesem Zeitpunkt wird der Berner «Fasnachtsbär» für seine Winterruhe in den Käfigturm eingeschlossen. Dieser Anlass wird von verschiedenen Guggenmusiken aus der Stadt Bern und Umgebung begleitet. Ungefähr drei Monate später, am Donnerstag nach dem Aschermittwoch, wird die Bärner Fasnacht beim Käfigturm mit der Bärenbefreiung und der anschliessenden «Ychüblete» (Eintrommeln) eröffnet. Dabei wird der Fasnachtsbär geweckt und aus seinem Käfig befreit.
Von 1996 bis 2005 fand jeweils am Bundesfeiertag das Aareleuchten-Fest statt, das vom Schweizer Hilfswerk Swissaid organisiert wurde. Nach dem Vorbild von hinduistischen und buddhistischen Licht- und Wasserfesten wurden am späteren Abend im Mattequartier Lichtschiffchen in die Aare gesetzt, die in einer Lichterkette aareabwärts zogen. Nachdem Swissaid diesen Anlass im Jahr 2005 zum letzten Mal durchführte, findet nun jährlich am 1. August auf dem Waisenhausplatz ein «Lichtermeer zu Lande» statt, das von Procap, der grössten Schweizer Selbsthilfeorganisation von Menschen mit Behinderung, organisiert wird. Bis ins Jahr 2019 wurde das 1. August-Feuerwerk der Stadt Bern auf dem Gurten gezündet.
Jeweils im September findet mitten in Bern auf dem Bundesplatz die «Sichlete» statt. Dieser seit 1999 durchgeführte Anlass ist eine Art Erntedankfest mit Alpabzug und Tierschau, das der städtischen Bevölkerung das Leben der Landleute näherbringen soll.

Altstadt von Bern

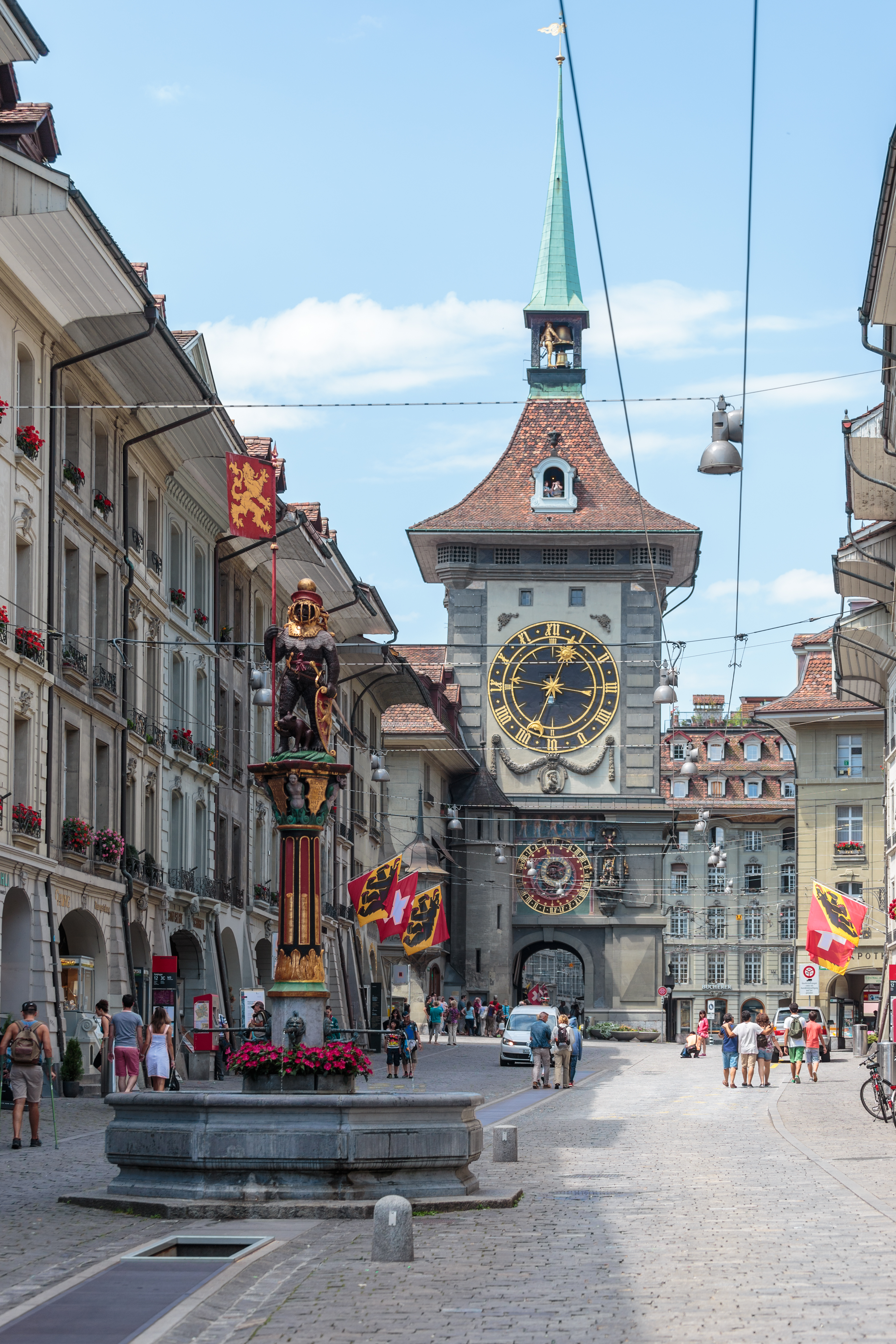
Zähringerbrunnen und Zytglogge

### Sehenswürdigkeiten
Die Hauptsehenswürdigkeit Berns ist die Altstadt, die seit 1983 UNESCO-Weltkulturerbe ist. Die UNESCO hat die Aufnahme Berns in die Liste des Welterbes damit begründet, dass Bern ungeachtet der Änderungen, die die Stadt seit ihrer Gründung im 12. Jahrhundert erfahren hat, «ein positives Beispiel dafür darstellt, wie eine Stadt ihre mittelalterliche Struktur beibehalten und sich den zunehmend komplexeren Funktionen, die sie zu erfüllen hat, insbesondere den Aufgaben einer Hauptstadt eines modernen Staates, anpassen kann.»
Der Altstadtcharakter ist im Bereich unterhalb der Zytglogge am besten erhalten; oberhalb sind nur noch wenige Bauten vorhanden, die älter als 150 Jahre alt sind. Die Altstadt ist geprägt durch ihre Sandsteingebäude mit ihren Lauben, die sich über eine Länge von gut sechs Kilometern erstrecken und eine der längsten gedeckten Einkaufsstrassen Europas bilden. Ein barockes Kleinod ist das Rathaus zum Äusseren Stand. An der Junkernstrasse steht das Wohnhaus Béatrice von Wattenwyl und die ehemalige Eidgenössische Landestopographie mit der Adresse Hallwylstrasse 4.

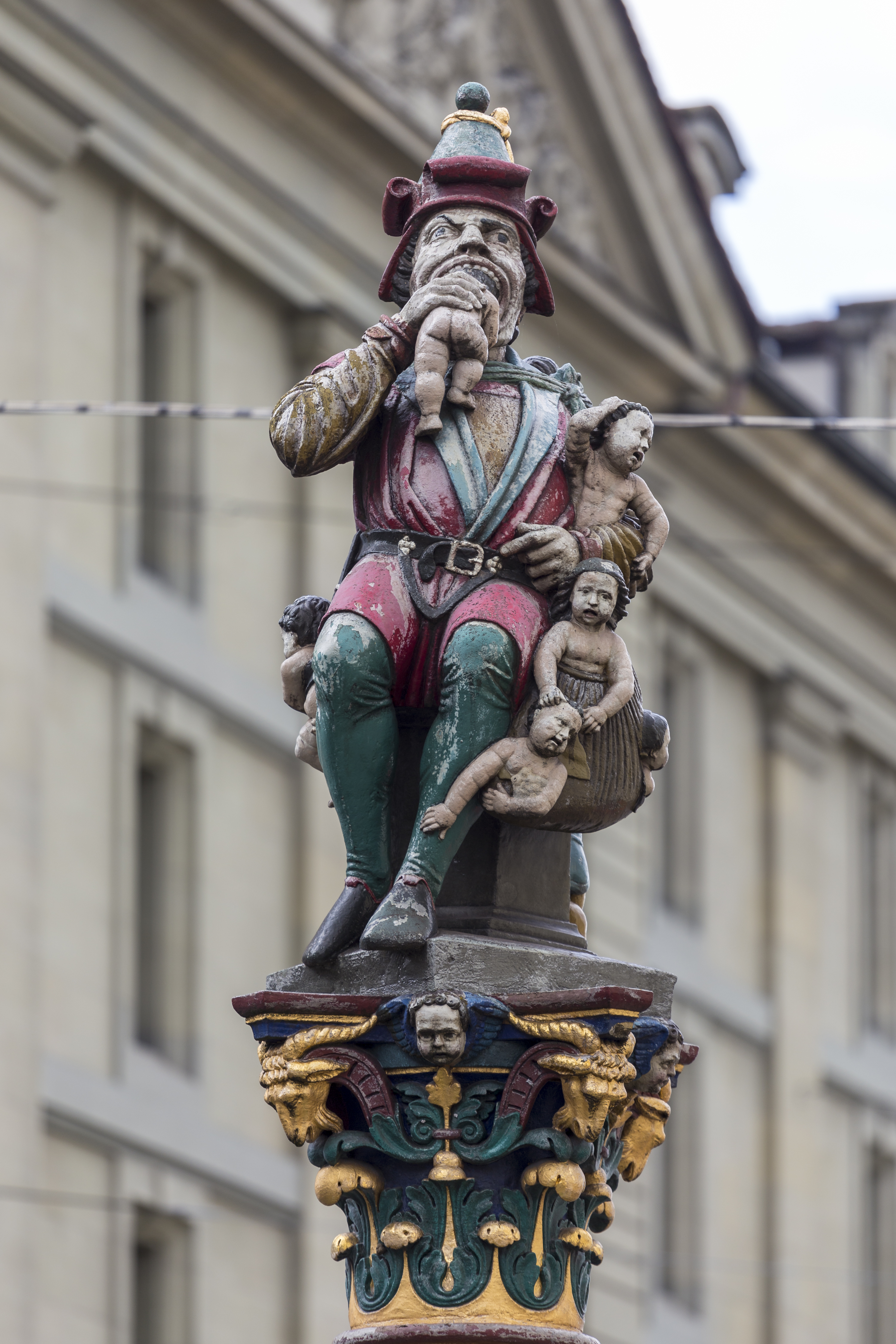
Kindlifresser(brunnen) vorm Kornhaus

In der Stadt Bern sind über 100 Brunnen zu besichtigen. Typisch sind die elf Figurenbrunnen aus dem 16. Jahrhundert, die sich auf den regelmässig angeordneten Gassen befinden. Der Stadtbach, früher eine offene Kanalisation, verbindet auch gegenwärtig unter- und oberirdisch die Brunnen miteinander. Im Keller der Staatskanzlei befindet sich der Lenbrunnen, die älteste Zisterne von Bern. Auf dem Waisenhausplatz steht seit 1983 der von Meret Oppenheim gestaltete Oppenheimbrunnen.
An der Stelle, wo vermutlich bereits vor der Stadtgründung die Burg Nydegg stand, befindet sich der Nydegghof mit der gotischen, mehrmals umgebauten Nydeggkirche, dem Zähringerdenkmal und Überresten der Burg. Der Nydeggstalden wurde nach dem Stadtbrand von 1405 errichtet; im Innern zahlreicher Häuser hat sich bis ins Spätmittelalter zurückgehende Bausubstanz erhalten, die bei einigen Häusern auch noch aussen sichtbar ist.

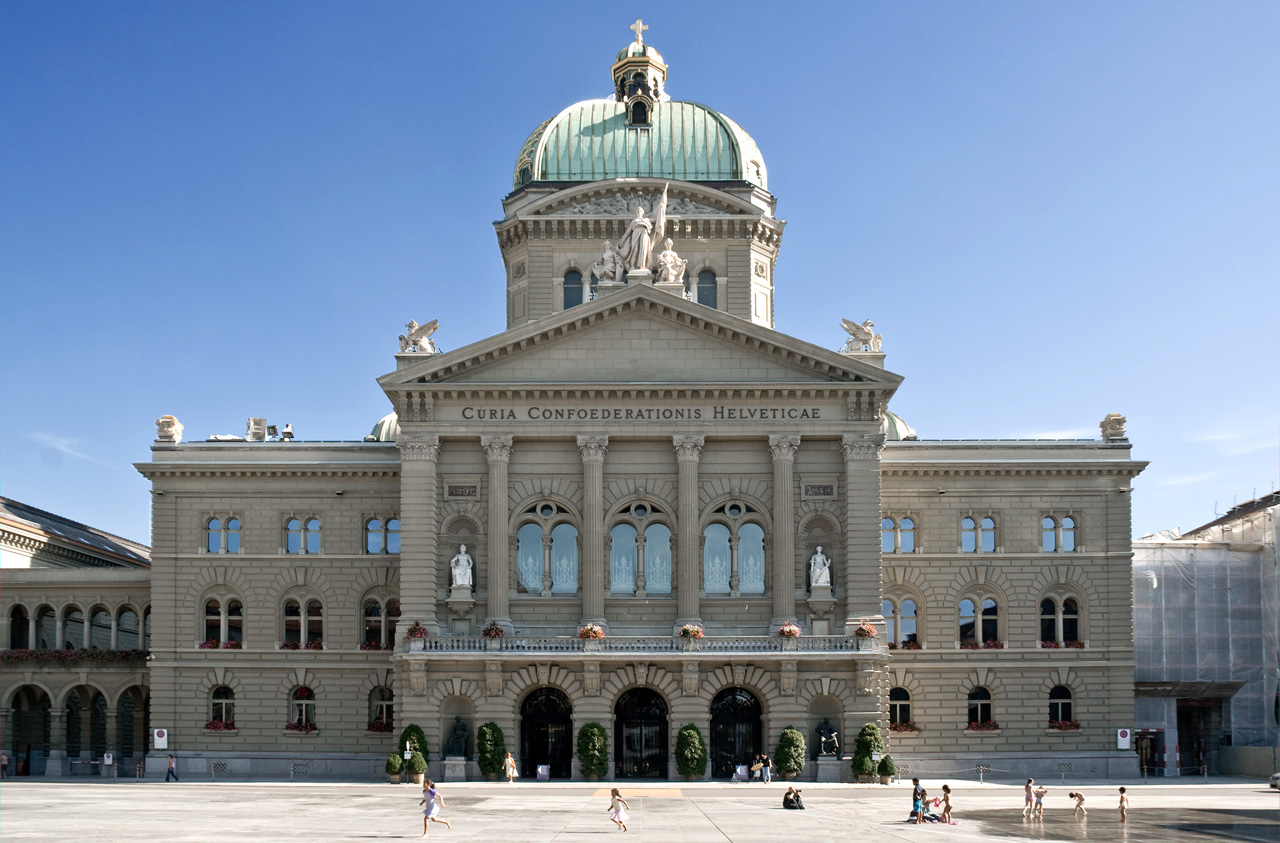
Bundeshaus und Bundesplatz nach der Neugestaltung

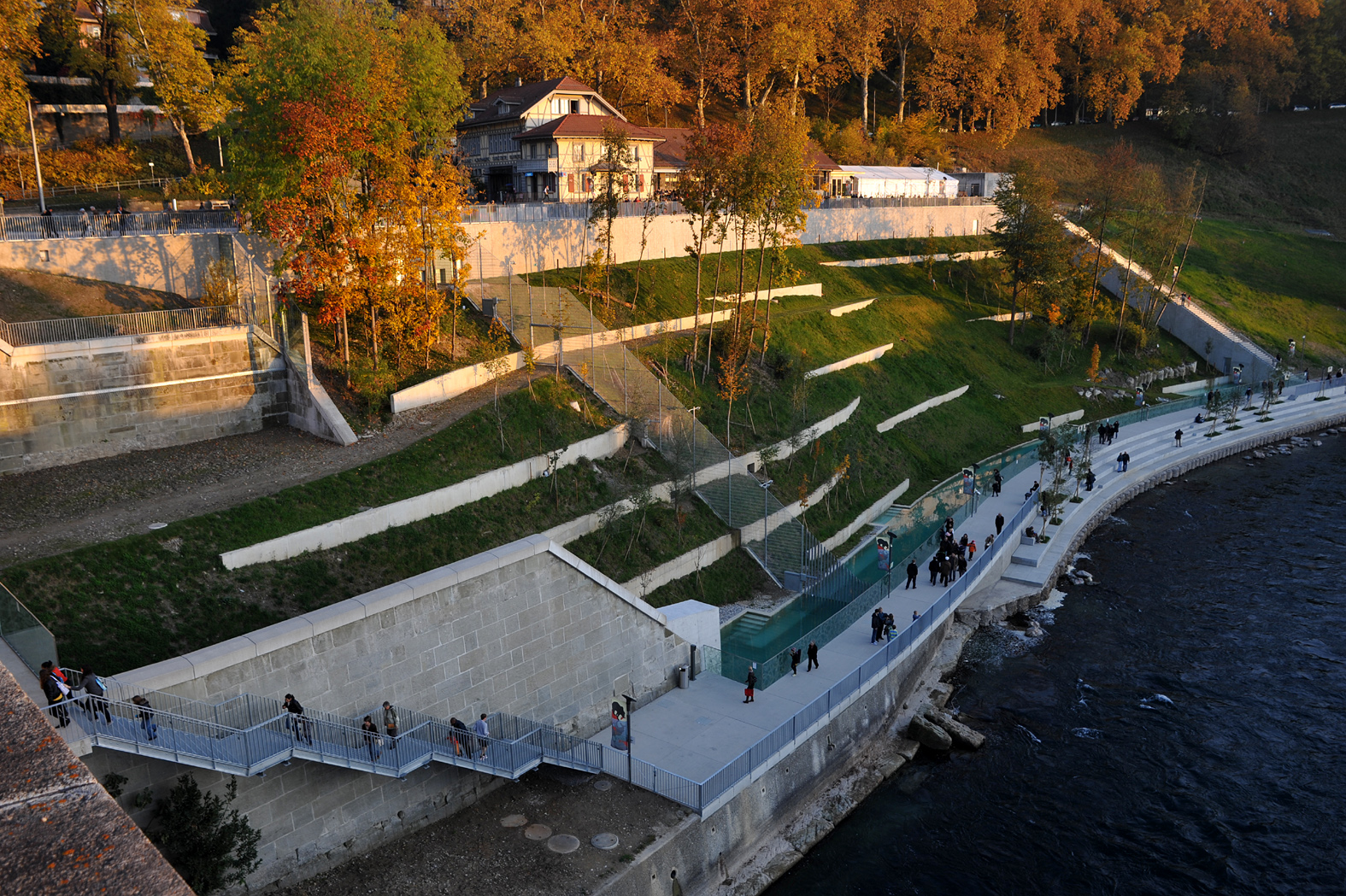
Bärenpark

An der Flanke der Altstadt auf Höhe des Käfigturms befindet sich der Bundesplatz mit den Bundeshäusern und dem Parlamentsgebäude, dem Hauptsitz der Berner Kantonalbank in einem als Gesellschaftshaus erbauten Neurenaissancebau, der neubarocken Schweizerischen Nationalbank, die neue Bollwerkpost und der Spar- und Leihkasse, heute Valiant Bank. Dem Bundeshaus vorgelagert ist die Bundesterrasse und die noch als ehemalige Befestigungsanlage erkennbare Kleine Schanze.
Die Untertorbrücke, eine der ältesten spätmittelalterlichen Brücken der Schweiz, verbindet die Stadt mit der sogenannten Felsenburg, einem zu Wohnungen umgebauten Wehrturm aus dem 13. Jahrhundert. Auf dem Läuferplatz steht der Läuferbrunnen.
Der Rathausplatz mit dem Vennerbrunnen wird vom spätgotischen nach dem Stadtbrand zwischen 1406 und 1417 neu erbauten Rathaus beherrscht. In unmittelbarer Nachbarschaft steht die neugotische christkatholische Kirche St.-Peter-und-Paul aus dem 19. Jahrhundert.
Der Münsterplatz wird dominiert durch das spätgotische Münster, das nach der Grundsteinlegung im frühen 15. Jahrhundert erst im späten 19. Jahrhundert mit den Turmaufbauten vollendet werden konnte. Sowohl das Stiftsgebäude des Chorherrenstifts wie das Tscharnerhaus wurden von Albrecht Stürler geplant. Auch der Mosesbrunnen stammt aus dem 18. Jahrhundert.
Das übrige Stadtgebiet Berns wurde grösstenteils ab dem 19. Jahrhundert besiedelt. Die neueren Quartiere sind mit der Altstadt durch Hochbrücken verbunden.
Am Ende der Nydeggbrücke befindet sich der Bärengraben. Hier wurden von 1858 bis 2009 Bären gehalten, die Symboltiere Berns. Ein neuer, grösserer Bärenpark wurde im Oktober 2009 eröffnet. Oberhalb liegt der Rosengarten mit hervorragender Sicht auf die Altstadt. Erwähnenswert ist zudem die Kirche Bruder Klaus an der Segantinistrasse.

## Sport

### Sportstätten

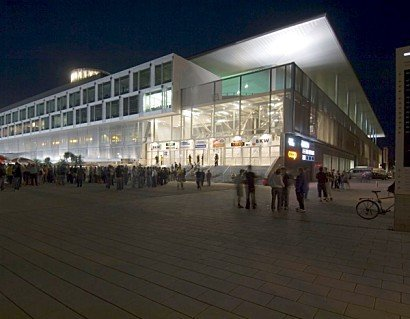
Das Wankdorfstadion von aussen

In Bern stand über 50 Jahre das Stadion Wankdorf. Es wurde nach dem Berner Quartier benannt, in dem es sich befand. Gebaut wurde es 1920, nachdem der alte Spitalacker-Platz bezüglich der Tribüne zu klein war. Damals passten in das Wankdorf gerade einmal etwa 11'000 Personen. Im Laufe der Jahre wurde das Stadion immer wieder ausgebaut; so bot es zu Spitzenzeiten mehr als 60'000 Plätze. Das alte Wankdorf war über die Landesgrenzen hinaus bekannt, vor allem durch das sogenannte Wunder von Bern. Damals wurde im Wankdorf das Finale der Fussball-Weltmeisterschaft 1954 ausgetragen, das Deutschland gegen die favorisierten Ungarn für sich entscheiden konnte. Dieser Sieg wird gelegentlich «Geburtsstunde der Bundesrepublik Deutschland» genannt. Das Stadion blieb fast 50 Jahre bestehen, einzig die Kapazität wurde wieder verringert. Im Jahr 2001 wurde das alte Wankdorf gesprengt und als Stade de Suisse neu aufgebaut, das seit 2020 ebenfalls den traditionsreichen Namen trägt. Es bietet Platz für 31'783 Zuschauer und ist somit das zweitgrösste Fussballstadion der Schweiz. Der Bau kostete rund 350 Millionen Franken.
Die PostFinance-Arena ist mit derzeit 17'031 Plätzen die grösste Eissporthalle der Schweiz und eine der grössten in ganz Europa. Sie wurde im Jahre 1967 gebaut und 1969 überdacht. Besonders charakteristisch ist ihre riesige Stehplatzrampe mit einer Kapazität von 10'331 Plätzen – die weltweit grösste in einem Eishockeystadion.
Die Stadt Bern hat mehrere Hallen- und Freibäder. Das älteste Hallenbad befindet sich in der Innenstadt beim Hirschengraben. Es wurde Anfang des 20. Jahrhunderts erbaut und soll den Betrieb Mitte 2023, wegen erheblichen baulichen Mängeln, auf unbestimmte Zeit einstellen. Das bekannteste Freibad ist das Marzilibad an der Aare, ein weiteres Aareflussbad ist in der Lorraine. Beliebt sind das Bad Weyermannshaus und das Wellenbad Ka-We-De, die im Winter zur Eisbahn werden. Im Gegensatz zu den meisten andern Schweizer Städten sind die Freibäder mit öffentlich-rechtlicher Trägerschaft in der Stadt Bern bis auf wenige Ausnahmen kostenlos.

### Sportvereine
Der Fussballclub BSC Young Boys spielt in der Super League, der höchsten schweizerischen Liga. Er wurde sechzehnmal Schweizer Meister, zuletzt 2023 und 8-mal Schweizer-Cup-Sieger, zuletzt 2023. Die U21 der Young Boys spielt in der 1. Liga. Der etwas ältere Stadtclub und Traditionsverein FC Bern war Anfang des letzten Jahrhunderts erfolgreich.
Der Stadtberner Eishockeyclub SC Bern spielt in der höchsten Eishockeyliga der Schweiz, der National League, und ist seit 1959 sechzehnmal Schweizer Meister geworden, zuletzt in der Saison 2018/19. Europaweit hat der SCB bei Heimspielen den höchsten Zuschauerdurchschnitt.
Der BSV Bern Muri wurde 1951 als TV Oberseminar gegründet und ist heute einer der grössten Handballclubs der Schweiz. Er wurde dreimal Meister in der Nationalliga A, das letzte Mal im Jahr 1985. Aktuell spielt der Verein in der höchsten nationalen Spielklasse.
Der Stadtturnverein Bern wurde 1873 gegründet und gehört mit rund 2000 Mitgliedern zu den grössten Turnvereinen der Schweiz. Bekannt ist der STB vor allem durch seinen Mitgliedsverein STBern Leichtathletik. Der STBern Leichtathletik ist der grösste und einer der erfolgreichsten Leichtathletik-Vereine der Schweiz. In weniger beachteten Sportarten haben insbesondere der American-Football-Verein Bern Grizzlies und der Baseball- und Softball-Verein Bern Cardinals einige internationale Erfolge aufzuweisen. Die Rolling Thunder Bern sind 7-maliger Schweizer Meister im Powerchair-Hockey. Sie spielen seit der Gründung der Nationalliga 2013 ununterbrochen in der obersten Liga.

### Sportveranstaltungen
Bern war einer von sechs Spielorten der Fussball-Weltmeisterschaft 1954 und einer von acht Spielorten der Fussball-Europameisterschaft 2008. Weiterhin war Bern Spielort der Eishockey-Weltmeisterschaften 1971, 1990 und 2009 und wurde zum Austragungsort der Eiskunstlauf-Europameisterschaften 2011 erkoren.
Jährlich findet in Bern mit dem Grand Prix von Bern der grösste Breitensport-Anlass der Schweiz statt. An dieser Laufveranstaltung nehmen regelmässig über 25'000 Läufer aus dem In- und Ausland teil. Die Originalstrecke verläuft teilweise durch die historische Altstadt und der Aare entlang.
Der ebenfalls in Bern stattfindende Schweizer Frauenlauf steht nur Frauen offen und ist mit knapp 13'000 Teilnehmerinnen der grösste Frauenlauf in Europa und der grösste Frauensportanlass in der Schweiz. Der 5-Kilometer-Hauptlauf lockt als Teil des Post-Cups auch Eliteläuferinnen an. Seit 2005 gibt es zusätzlich eine 10-Kilometer-Strecke. Ausserdem gibt es eine 15-Kilometer-Strecke für Walking und Nordic Walking. Der Frauenlauf führt seit 2005 durch die Berner Innenstadt und endet auf dem Bundesplatz.
Das «Bern Open» ist heute das bestbesetzte Curling-Turnier Europas und zählt im internationalen Curling als eines der bedeutendsten Turniere ausserhalb der Curling-Hochburg Kanada.

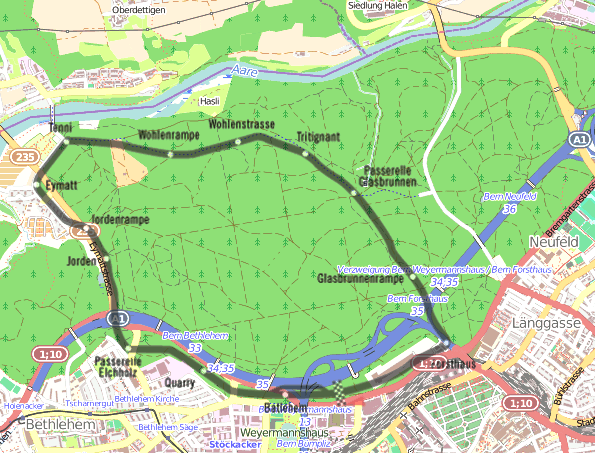
Rundstrecke im Bremgartenwald

Im Bremgartenwald lag die Bremgarten-Rundstrecke, auf der von 1931 bis 1955 Motorsportveranstaltungen stattfanden.
Im Weissenbühl wurden 2009 und 2011 die Beachvolleyball Amateur Schweizermeisterschaften ausgetragen.
Der Bern E-Prix war ein Automobilrennen der FIA-Formel-E-Meisterschaft und wurde am 22. Juni 2019 im Rahmen der FIA-Formel-E-Meisterschaft 2018/19 ausgetragen.
Ende Juli 2023 finden in der gesamten Stadt die EuroGames Bern, ein queerer Multisport-Anlass, statt. Ab dem 1. August startet die Kletterweltmeisterschaft 2023.